# Nacionalismo de derecha en la Argentina

Bandera de los Nacionalistas. Los colores celeste y blanco son los nacionales de la Argentina mientras que la cruz griega representa el cristianismo católico.

El nacionalismo de derecha en Argentina fue un conjunto de movimientos aparecido en los años 1920 y cuyos miembros, según las circunstancias, se autodefinían políticamente dentro de la derecha, la extrema derecha, o la tercera posición, pero coincidían en resaltar los valores de la nacionalidad argentina y la religión católica. Sin haber llegado nunca a gobernar ni a cambiar el orden político dominante, se convirtió en una fuerza importante en la política argentina a partir de la década de 1930. El nacionalismo se centró típicamente en el apoyo al orden, la jerarquía, el corporativismo, el catolicismo militante, combinado con el odio al liberalismo, a la izquierda, la masonería, el feminismo, los judíos y los extranjeros. Denunció al liberalismo y a la democracia como el preludio del comunismo.
Este nacionalismo estuvo fuertemente influido por el Maurrasismo y el clericalismo español, así como por el fascismo italiano. A partir del golpe de Estado argentino de 1930, los nacionalistas apoyaron con firmeza la idea de un estado corporativista autoritario dirigido por un líder militar. Los nacionalistas a menudo se negaron a participar en las elecciones debido a su oposición a las elecciones como un derivado del liberalismo. Sus defensores eran escritores, periodistas, algunos políticos y muchos oficiales militares subalternos; estos últimos apoyaron a los nacionalistas en gran medida porque, durante la mayor parte de su existencia, éstos vieron a las Fuerzas Armadas como los únicos salvadores políticos potenciales del país.
Como ideología, el nacionalismo era militarista, autoritario y simpatizaban con el gobierno de un caudillo moderno, a quien los nacionalistas con frecuencia esperaban o reinterpretaban la historia para ubicar en el pasado, En este sentido, una parte importante de la obra intelectual del Nacionalismo fue la creación del revisionismo histórico como movimiento académico en Argentina. Los historiadores nacionalistas publicaron una serie de trabajos que cuestionaban el trabajo de los historiadores liberales que habían forjado la narrativa histórica dominante de Argentina y presentaban a Juan Manuel de Rosas, autócrata del siglo XIX, como el líder benévolo y autoritario que el país aún necesitaba.
Mientras que los propios nacionalistas nunca lograron realmente mantener el poder político a pesar de estar involucrados en varios golpes de Estado exitosos a lo largo del siglo XX, han dejado un legado perdurable a través su enorme influencia sobre el discurso político de la Argentina contemporánea, donde la derecha, la izquierda y el centro han sido fuertemente influenciados por su discurso, en parte a través de influencias militares y clericales de segunda mano, y en parte a través de la adopción de algunas de sus ideas y lenguaje por parte del presidente Juan Domingo Perón.

## Nación y nacionalismo
El concepto de nación, surgido con la Edad Contemporánea, se refiere a una población humana consciente de aquellas características que posee en común y que la diferencian de las demás, y que se considera soberana de un territorio determinado. El nacionalismo, por su parte, es una posición política que parte de dicho concepto y lo eleva a la condición de único factor identitario válido para la acción política y estatal. El nacionalismo se basa en la creencia de que todo ser humano, por el hecho de nacer en un determinado territorio o en una determinada etnia, posee una "identidad nacional" basada en características compartidas como la cultura, el idioma, las características étnicas, la religión, los objetivos políticos o la creencia en un ancestro común, y propugna el desarrollo y mantenimiento de este conjunto de características que, a ojos del nacionalista, constituyen la "cultura nacional". Isaiah Berlin ha identificado los tres puntos en los que se sustenta la creencia nacionalista:
1.Creencia  en  que  los  seres  humanos  pertenecen  a  un  grupo  particular,  distinto de otros. Al mismo tiempo ese grupo modela a los individuos que   lo   integran   en   función   de   determinados   factores   comunes   (territorio, leyes, lenguaje, instituciones, modos de vida...)
2.Defensa  de  la  metáfora  organicista,  por  la  que  el  modo  de  vida  de  la  sociedad  es  similar  a  un  organismo  biológico.  Esta  visión  implica  además que los valores que contribuyen al desarrollo de la sociedad son considerados más importantes que otros con los que puedan entrar en conflicto.
3.La  justificación  de  los  valores  no  se  relaciona  con  ninguna  entidad  externa,  ni  con  una  pretensión  de  verdad.  Los  valores  de  mi  sociedad  adquieren  su  dignidad  por  el  hecho  de  ser  “los  nuestros”.  No  se  trata  de  que  sean  considerados  valores  por  ser  buenos  en  sí,  sino  que  son  válidos porque son los de mi sociedad.
El segundo de los elementos planteados, el mito organicista, resulta contrapuesto a las teorías contractualistas sobre el origen del Estado y tiende, en definitiva a "naturalizar" el Estado Nacional, que en esta concepción pasaría a ser anterior y superior a cualquier voluntad individual. Como lo expresa Savater: "Dos dogmas míticos subyacen a todo nacionalismo: primero, que tal cosa como la «realidad nacional» existe antes de la voluntad de descubrirla y potenciarla; segundo, que el derecho de autodeterminación política equivale en la práctica —y así de hecho se agota— a la posibilidad de fundar un Estado nacional independiente."
Así, el nacionalismo propone la pertenencia a una determinada nación como el único referente identitario válido dentro de una comunidad política; y de esto se derivan dos principios básicos con respecto a la relación entre la nación y el Estado:
- El principio de la soberanía nacional: que mantendría que la nación es la única base legítima para el Estado.
- El principio de nacionalidad: que mantendría que cada nación debe formar su propio Estado, y que las fronteras del Estado deberían coincidir con las de la nación.

Esta idea, tanto en sus vertientes de derecha como en las de izquierda, ha sido objeto de numerosas críticas por parte de estudiosos procedentes de distintas áreas de conocimiento. Se le atribuye a Arthur Schopenhauer la cita "Todo imbécil execrable, que no tiene en el mundo nada de que pueda enorgullecerse, se refugia en este último recurso, de vanagloriarse de la nación a que pertenece por casualidad".
Los críticos del nacionalismo han argumentado que a menudo no está claro qué constituye una nación o si una nación es una unidad legítima de gobierno político. Los nacionalistas sostienen que las fronteras de una nación y un estado deben coincidir entre sí, por lo que el nacionalismo tiende a oponerse al multiculturalismo y favorecer, consciente o inconscientemente al racismo.
El filósofo A. C. Grayling describe las naciones como construcciones artificiales, "sus fronteras trazadas con la sangre de guerras pasadas". Sostiene que "no hay país en la tierra que no albergue más de una cultura diferente pero que generalmente coexiste. El patrimonio cultural no es lo mismo que la identidad nacional".
Sus críticos consideran que el nacionalismo es inherentemente divisivo, ya que sus seguidores pueden aprovechar y resaltar las diferencias percibidas entre las personas, enfatizando la identificación de un individuo con su propia nación. También consideran que la idea es potencialmente opresiva, porque puede sumergir la identidad individual dentro de un todo nacional y dar a las elites o a los líderes políticos oportunidades potenciales para manipular o controlar a las masas. Muchos estudiosos han señalado la relación entre la construcción del Estado, la guerra y el nacionalismo. John Etherington sostiene que el nacionalismo es inherentemente excluyente y, por tanto, potencialmente violento.
Fernando Savater ha afirmado que  "el nacionalista o el patriota se comporta tan fanfarronamente en lo colectivo como no toleraríamos que nadie hiciera en lo privado: quienes viven vanagloriándose de su mejor cuna, de sus más distinguidas dotes, de las peculiares gracias de su familia o de su superioridad en todos los órdenes sobre el resto de los mortales no suelen ser personas demasiado populares ni se las considera un modelo de buena educación, y, sin embargo, el nacionalista ha hecho de una muy semejante arrogancia de grupo su filosofía, que además suele servirle para justificar empresas sanguinarias". Remata este párrafo con una cita a Rabindranath Tagore: «La idea de nación es uno de los medios soporíferos más eficaces que ha inventado el hombre. Bajo la influencia de sus efluvios, puede un pueblo ejecutar un programa sistemático del egoísmo más craso, sin percatarse en lo más mínimo de su depravación moral; aún peor, se irrita peligrosamente cuando se le llama la atención sobre ello».
A finales del siglo XIX, los marxistas y otros socialistas y comunistas (como Rosa Luxemburgo) produjeron análisis políticos críticos de los movimientos nacionalistas entonces activos en Europa Central y Oriental, aunque una variedad de otros socialistas y comunistas contemporáneos, desde Vladimir Lenin (comunista) y Józef Piłsudski (socialista), simpatizaban más con la autodeterminación nacional.
En la tradición política liberal había principalmente una actitud negativa hacia el nacionalismo como fuerza peligrosa y causa de conflicto y guerra entre Estados-nación. El historiador Lord Acton definió al nacionalismo como "locura" en 1862. Sostuvo que el nacionalismo suprime a las minorías, coloca al país por encima de los principios morales y crea un peligroso apego individual al Estado.
Los Transhumanistas también han expresado su oposición al nacionalismo, hasta el punto de que algunos transhumanistas creen que las identidades nacionales deberían disolverse por completo. El influyente transhumanista FM-2030 se ha negado a identificarse con ninguna nacionalidad, refiriéndose a sí mismo como 'universal'. Además, en The Transhumanist Handbook, Kate Levchuk afirmó que un transhumanista, por definición, "no cree en la nacionalidad".
Bertrand Russell, una de las trece personalidades de renombre universal – inscritos en el Registro de Ciudadanos del Mundo – que en 1966 publicaron un manifiesto a favor del civismo mundial, conocido como Manifiesto de los Trece. a favor del mundialismo y con la intención de "salvar a la humanidad",  criticó el nacionalismo por disminuir la capacidad crítica del individuo para juzgar la política exterior de su patria. Albert Einstein afirmó que "el nacionalismo es una enfermedad infantil. Es el sarampión de la humanidad". Jiddu Krishnamurti afirmó que "el nacionalismo es simplemente la glorificación del tribalismo". En igual sentido, una de las frases más citadas de Arnold Toynbee reza: «El espíritu de la nacionalidad es la agria fermentación del vino de la Democracia en los viejos odres del Tribalismo».
Francisco J. Contreras piensa que esta ideología es filosóficamente débil y rudimentaria; critica que las entidades políticas soberanas deban corresponderse con los grupos nacionales y cree que el nacionalismo es incapaz de ofrecer una definición rigurosa de la identidad nacional; según este autor las identidades nacionales no vienen dadas por la realidad histórico-social, sino que son construidas por la ideología nacionalista y los Estados.
Alfredo Cruz Prados afirma que «la misma nación es una entidad creada ideológicamente por él, y no algo natural, objetivo y anterior al mismo nacionalismo, como esta ideología afirma». Coincidentemente, Pedro Ibarra sostiene que "La nación no es algo que exista por sí mismo. La nación es una construcción subjetiva. Es un producto del nacionalismo, de la voluntad nacional o nacionalista de decidir y querer ser una nación. El nacionalismo, pues, precede a la nación". Pedro Gómez García en su artículo «La identidad étnica, la manía nacionalista y el multiculturalismo como rebrotes racistas y amenazas contra la humanidad» sostiene que el nacionalismo es una tendencia patológica que nos conduce hacia la balcanización del planeta y obstaculiza la emergencia de una sociedad mundial pluralista e integrada.
El escritor peruano Mario Vargas Llosa (2001) cuestionó asimismo la idea de una "identidad nacional". Este concepto, sostuvo, es "una ficción ideológica" que sirve los intereses del nacionalismo pero tiene poca substancia empírica o histórica. Vargas Llosa recordó a su audiencia en el Banco Interamericano de Desarrollo que las culturas están en continua transición y que ninguna ha sobrevivido sin tomar prestado de otras y cambiar con el correr del tiempo. Más todavía, según Vargas Llosa, las corrientes de pensamiento que atribuyen gran importancia a la identidad nacional inevitablemente amenazan la libertad y la expresión individual. "Imponer una identidad cultural a un pueblo es equivalente a aprisionarlo y negar a todos sus miembros la más valiosa de las libertades: la de elegir qué, quién y cómo uno desea ser".
La idea de una identidad nacional es especialmente cuestionable en América Latina, subrayó. Los pasados intentos de definir esa identidad, como los movimientos hispanistas o indigenistas, notoriamente han dejado de reconocer la verdadera diversidad de las influencias culturales y raciales que dan forma a las sociedades de la región. América Latina está históricamente ligada "a casi todas las regiones y culturas del mundo", afirmó. "Y ese hecho, que nos impide tener una sola identidad cultural … es nuestra mayor fuerza, contrariamente a lo que los nacionalistas creen". En lugar de una presión homogeneizante de políticas culturales nacionalistas impuestas desde arriba, el mundo necesita más libertad para crear y evolucionar, dijo. No es coincidencia, apuntó, que a medida que la nación tradicional ha sido debilitada por la globalización en estos años recientes, hemos presenciado un renacimiento de limitadas y formalmente marginadas lenguas y culturas que están encontrando nuevas avenidas de expresión y perpetuación en un mundo interligado.
Luis Rodríguez Abascal, refiriéndose al nacionalismo culturalista, ha dicho que «no defiende la diversidad cultural, sino que propone un modelo normativo de cultura que homogeneiza prácticas culturales preexistentes. Tiene dificultades para hacer otra cosa porque su punto de partida es siempre un concepto abstracto de cultura, que la concibe como una unidad uniforme u homogénea y la extiende idealmente a lo largo y ancho de un territorio sin atender a cuáles son las prácticas culturales cotidianas subyacentes o sin concederles relevancia moral y política».
El autor y humorista argentino Alejandro Dolina, en uno de sus programas de radio, reflexionó que el nacionalismo es "una superstición morbosa. Eso de creer que algunas banderas son más gloriosas que otras...". No obstante, considera que en países dependientes puede resultar útil para crear conciencia en la población.
Luis Perant Fernández descree de esta supuesta utilidad y lo entiende como "un instrumento político eficaz en cualquier sistema político, sea comunista o fascista, conservador o liberal, capitalista o socialista, democrático o demagogo, y promovido por una oligarquía social, económica o militar para ejercer el poder político". Denuncia que el nacionalismo "apela a los sentimientos de los individuos y borra al ciudadano, tergiversa la historia, dicta la cultura y lengua con su sistema educativo y manipula las emociones con actos multitudinarios para exaltar símbolos excluyentes. El Nacionalismo predica el retorno, o el mantenimiento de una cultura y época históricas concretas, y ningunas otras, para encasillar y aislar al súbdito de cualquier contaminación forastera. Promete el paraíso para los patriotas a cambio de coger las armas contra todo enemigo de la Nación y dar la vida por la Patria. El Nacionalismo olvida que la cultura y la historia avanzan a la par que la Teoría de la Evolución de Darwin, que no hay vuelta atrás, porque todo acontecimiento modifica el presente por acumulación, y no por supresión".
En referencia al nacionalismo el escritor Jorge Luis Borges señaló:

En este sentido, [el nacionalismo] es el canalla principal de todos los males. Divide a la gente, destruye el lado bueno de la naturaleza humana, conduce a desigualdad en la distribución de las riquezas.

Desde el punto de vista de la psicología también se ha advertido que el desarrollo de un fuerte sentimiento nacionalista suele llevar a numerosos sesgos cognitivos:

Enseguida, veremos unos ejemplos de los mismos, comunes en los discursos de todo nacionalista:

   Favoritismo del endogrupo: los que piensan como yo son mejores que los demás.
  Pensamiento polarizado: las cosas son buenas o malas, estás conmigo o contra mí.
  Sesgo de confirmación: se da validez o se recuerda solo lo que encaja con lo que uno cree.

   Realismo ingenuo: suponer que lo que uno cree es cierto y que los demás razonan de forma ingenua.

Estudios psicológicos realizados por la Universidad de New York durante el proceso británico que desembocó en el Brexit, concluyeron que el sentimiento nacionalista se acompaña de pensamientos rígidos, procesando la información de un modo inflexible y categórico, rechazando de plano cualquier referencia o hecho que contradiga las creencias propias.

## Nacionalismo de derecha y nacionalismo de izquierda
Autores como Rosa de Diego o Rafael Cuevas Molina distinguen dentro del nacionalismo dos grandes corrientes ideológicas: la primera de ellas buscaría fortalecer la autodeterminación nacional ante potencias coloniales, imperialistas o neocoloniales, corriente que ha sido caracterizada como «nacionalismo liberador», o «nacionalismo antimperialista» mientras la segunda buscaría impulsar la supremacía de una nación sobre otras, denominada por Memmi como «nacionalismo del colonialista», y caracterizada por Rosa de Diego como «nacionalismo excluyente y dominador». Otros pensadores entienden que no hay ninguna diferencia ni contradicción entre estas dos vertientes, sino que son distintas manifestaciones del mismo impulso que se encuentra en la base de todo nacionalismo: el que lleva a reafirmar los valores y contenidos culturales propios e imponerlos sobre los demás. Este impulso se presentará, según los casos, como "independentista" o "imperialista" según circunstancias externas como las que resulten del equilibrio de fuerza geopolítico, pero no porque responda a distintas premisas ideológicas. Así, en palabras de Fernando Savater: "el mito de la Nación es agresivo en su esencia misma y no tiene otro sentido verdadero que la movilización bélica. Si no hubiera enemigos, no habría patrias; queda por ver si habría enemigos en el caso de no haber patrias… La nación se afirma y se instituye frente a las otras: su identidad propia brota de la rebelión contra o de la conquista del vecino. Buena prueba de ello es el mecanismo paranoico de autoafirmación patriótica, que lleva a inventar una Antipatria como límite y definición de cada patria. La primera y fundamental antipatria es el extranjero, el bárbaro hostil; por extensión, cualquiera que en el interior de la comunidad disiente de la identidad establecida y objeta con su conducta o sus ideas contra el retrato-robot del perfecto individuo nacional".
Al margen de esta idea, e independientemente de la validez que se le atribuya a las situaciones de dominación o dependencia entre distintos Estados, suele marcarse la diferencia entre un nacionalismo «de izquierda» o "popular", que, en lugar de basarse en la familia tradicional y los derechos de ésta, se fundamenta en conceptos filosóficos compartidos con distintos sectores de la izquierda política, como los de justicia social, soberanía popular y autodeterminación nacional (tanto política como económica). Por contraste, el nacionalismo considerado "de derechas" sería aquél que favorece especialmente la familia tradicional y los derechos de esta ya que ven en la familia la única forma de promover la patria y los procesos por la cual esta pasa. La familia vista por los conservadores nacionalistas es la forma en la cual se ligan todos los hechos del pasado para promover un mejor futuro. Esta forma de nacionalismo defiende los valores sociales tradicionales y favorece la estabilidad social. Según la politóloga austríaca Sieglinde Rosenberger, "el conservadurismo nacional elogia a la familia como hogar y centro de identidad, solidaridad y emoción". En algunos casos pretende excluir a las disidencias de la nacionalidad, por lo que rechaza el multiculturalismo y la inmigración, al considerarlos una amenaza para la identidad que quieren preservar. Históricamente abarca un fuerte sentido anticomunista, oponiéndose a cualquier movimiento de izquierdas, calificando su acción y teoría como «ideas foráneas».
Entre finales del siglo XIX y comienzos del siglo XX, el nacionalismo de derecha llegó a oponerse completamente a la democracia y a la igualdad tanto como al valor de la diversidad. Dentro de la igualdad que rechaza, reniega del voto universal, igualitario y protegido por el secreto, proponiendo, a cambio, la representación corporativa como forma de toma de decisiones. Este cambio llevaría implícita una transición hacia un modo de producción capitalista de tipo corporativo, ya que apostaba por la creación de corporaciones, inspiradas en los gremios de las sociedades preindustriales, en las que se encuadrarían empresarios y trabajadores para alcanzar la «armonía social» (en contraposición a la «lucha de clases» del marxismo). «El corporativismo perseguía la puesta en marcha de nuevos mecanismos de regulación de las relaciones laborales que eliminasen los componentes de incertidumbre y conflicto inherentes al modelo liberal, pero dejaba intactas el núcleo central de las relaciones sociales capitalistas, en particular el derecho de propiedad y la subordinación del factor trabajo al capital». El corporativismo vivió su máximo auge en el periodo de entreguerras en que al corporativismo católico se sumó el «corporativismo autoritario», cuyo modelo fue el corporativismo fascista de la Italia de Mussolini (y las ideas gremialistas de Émile Durkheim) y que fue aplicado por varios países europeos no democráticos, como Portugal, Austria, Alemania o España (la Organización Corporativa Nacional de la Dictadura de Primo de Rivera y la posterior Organización Sindical de la Dictadura de Franco).
Después de la Segunda Guerra Mundial el corporativismo quedó completamente desprestigiado al asociarse con los fascismos derrotados, y fue desapareciendo de los discursos de los nacionalismos de derecha salvo en los casos más extremistas.

### El nacionalismo de derechas en la Argentina
En la Argentina, el nacionalismo de derechas surgió en el siglo XIX y primeros años del siglo XX; desde sus comienzos estuvo formado por las clases altas y medias, asociadas al Partido Autonomista Nacional y a los partidos conservadores que lo sucedieron. En su mayor parte tenían ideologías más ligadas al conservadurismo que al liberalismo, y en su gran mayoría eran católicos practicantes. La ligazón conservadora les permitía considerar a España un ejemplo a imitar, desdeñando parcialmente a Gran Bretaña y Francia, adoptados como modelos por la mayoría de los liberales. El historiador Federico Finchelstein, quien intentó establecer un vínculo directo entre el nacionalismo de derecha del siglo XIX y el régimen militar de 1976-1983, propuso la idea de una larga tradición, entre los conservadores argentinos, de hacer uso de la violencia como principal forma de acción política. Cita como antecedentes la invasión de las provincias interiores después de la batalla de Pavón, la Guerra de la Triple Alianza y la Conquista del Desierto llevada adelante durante los gobiernos de Nicolás Avellaneda y Julio Argentino Roca. Esta última, según la interpretación de Finchelstein, habría dado ocasión para que los miembros de la Generación del 80 mostraran abiertamente su racismo y su voluntad de exterminar a sus enemigos.
Más allá de esta interpretación, las corrientes nacionalistas de derecha a partir de la década de 1920 no estaban conformados con exclusividad por las clases privilegiadas, sino principalmente por miembros de la clase media. Estos grupos tuvieron además un componente de imitación, por el que los nacionalistas buscaban copiar el estilo y la ideología de los grupos de derecha antidemocrática europeos: inicialmente de la dictadura de Miguel Primo de Rivera en España, y luego del fascismo italiano, para derivar en algunos pocos casos en la imitación del nazismo. En particular, en las décadas de 1920 a 1950, resultó una ideología que imitaba al nacionalismo practicado en otras naciones. Entre los más intelectuales, era evidente sobre ellos la influencia de pensadores nacionalistas y conservadores católicos extremistas, como Juan Donoso Cortés, Marcelino Menéndez Pelayo, Joseph de Maistre, Maurice Barrès o Charles Maurras, cuyas ideas eran reproducidas asiduamente en publicaciones nacionalistas argentinas, entre ellas La Nueva República, La Fronda (creada en 1919 por Francisco Uriburu, primo del general y admirador del fascismo italiano) o Cabildo.
Las tres características descollantes del nacionalismo argentino son el tradicionalismo –es decir el apego a un pasado idealizado–, ciertas tendencias populistas y el recurso permanente a la movilización callejera y al uso de la violencia. El antisemitismo y la identificación voluntaria con la Iglesia católica fueron componentes compartidos por la mayor parte de los grupos nacionalistas de derecha, pero no por todos ellos. Entre los dirigentes nacionalistas católicos se destacó especialmente Manuel Gálvez, mientras que entre los anticlericales se cuenta Leopoldo Lugones.
No obstante ello, los distintos grupos nacionalistas fracasaron en establecer una ideología formalmente uniforme para ofrecer a la sociedad. Quizá su aporte más duradero al campo intelectual argentino fue haber prohijado el surgimiento del revisionismo histórico, movimiento que desafiaba los dogmas históricos establecidos por la élite liberal durante décadas.
El otro gran fracaso del nacionalismo fue su incapacidad de unificarse en un único movimiento; la indefinición ideológica causó la dispersión de los distintos grupos nacionalistas, enfrentados entre sí por los detalles de su ideología, y por el movimiento extranjero que cada grupo aspiraba a imitar. No obstante, los movimientos nacionalistas alcanzaron una influencia social e ideológica mucho mayor que la cabría esperar por su exigua cantidad de adherentes, debido al entusiasmo con que hacían propaganda a sus ideas e iniciativas, a su presencia habitual en las calles, y al recurso continuo a la violencia.

### Antecedentes: la Liga Patriótica
Desde 1880 en adelante, los efectos del cada vez más alto porcentaje de inmigrantes sobre la población total fueron combatidos por medio del énfasis en una identidad nacional, cuya formación no tuvo lugar por un desarrollo espontáneo, sino por el esfuerzo puesto desde el Estado en generalizar el conocimiento de la historia reciente del país. Para los habitantes capaces de leer en castellano, la producción de esa historia heroica se hacía por medio de la prensa y de los libros de historia. Para los analfabetos y los inmigrantes, se levantó un complejo sistema de monumentos, conmemoraciones, fiestas cívicas y nombres de las calles y ciudades, que afirmaban la identificación de los habitantes con el concepto de nación. A fin de asegurarse el efecto buscado de absorción de los inmigrantes en el conjunto de la ciudadanía argentina, la escuela insistió en la abundancia de símbolos materiales –especialmente de los símbolos patrios– y en la enseñanza de una versión edulcorada y al mismo tiempo heroica de la historia del país, principalmente a través del relato de Bartolomé Mitre.
Fuera de las fechas y nombres patrios, y de la tarea nacionalizadora de la escuela, durante todo el período conservador hasta 1916, el grupo social y político dominante no necesitaba hacer propaganda política con argumentos nacionalistas, ya que se valían de utilizar a la policía y a las Fuerzas Armadas para oprimir a los disidentes. No obstante, a partir de 1890 es posible detectar un cambio en la actitud, hasta entonces muy amplia y generosa, con que eran recibidos los inmigrantes, por una postura defensiva frente a los recién llegados de ideología izquierdista o sindicalista. De hecho, a partir de ese momento todo conflicto social era visto como consecuencia de la actividad de agitadores extranjeros. La Ley de Residencia muestra en su punto más álgido esa actitud: autorizaba al Poder Ejecutivo a expulsar a cualquier inmigrante «indeseable» sin sentencia judicial de por medio. A lo largo de los primeros años del siglo XX, con el avance de la idea de una Nación esencialmente igual a sí misma desde el inicio de la independencia, se volcó en iniciativas para defender la «esencia de la Nación» con medidas tales como la obligatoriedad del castellano y la difusión de la gimnasia y el tiro entre los estudiantes secundarios.
En La restauración nacionalista, del año 1909, Ricardo Rojas proponía que la escuela fuera la principal herramienta para homogeneizar al país --no por los contenidos que tuviera para ofrecer-- sino por aquello que debía ocultar; esto es, mediante la eliminación de cualquier movimiento filosófico, artístico o cultural que rompiera con el correspondiente movimiento mayoritario: no creía que la democracia fuese posible en un ambiente tolerante con las disidencias.
La solución prohijada por Gálvez era más extrema: afirmaba que lo que se necesitaba para «salvar la República» era una guerra que forzase a las poblaciones provincianas a conocerse mutuamente y a perseguir un único ideal en común. De hecho, llegó a afirmar que lo que convenía era una guerra contra el Brasil.

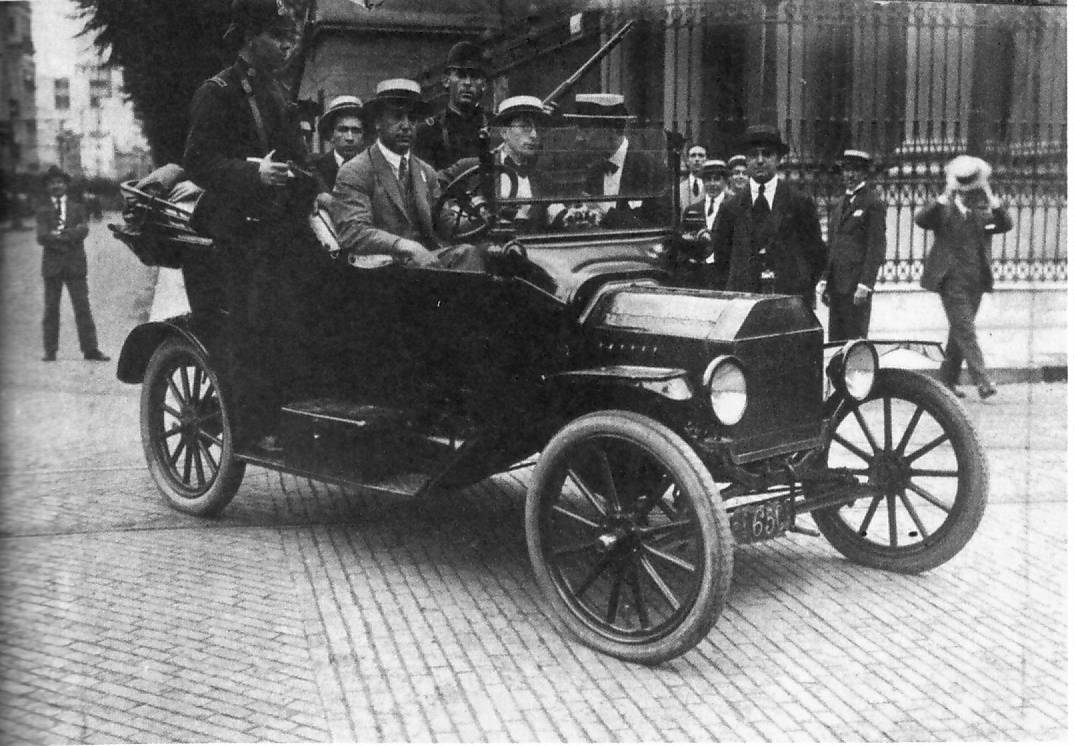
Activistas de la Liga Patriótica Argentina recorriendo Buenos Aires durante la Semana Trágica; obsérvense los dos agentes de policía subidos al auto y el arma larga de uno de sus ocupantes.

Cuando, en 1919, estalló la Semana Trágica, una serie de desórdenes causados por una huelga de empleados metalúrgicos que no pudieron ser controlados por la policía, algunos empresarios reunieron grupos de rompehuelgas, a los que pronto sumaron matones, y salieron por la ciudad de Buenos Aires a enfrentar a mano armada a los obreros en huelga o manifestantes en la calle. La organización más activa en esas actividades fue la Liga Patriótica, creada en ese momento como un grupo nacionalista transversal a los distintos partidos políticos, y que tuvo el apoyo de sectores dentro de la Iglesia católica, varios sectores del Ejército y de las organizaciones patronales. Muchos de sus integrantes militaban, al mismo tiempo de su participación en la Liga, en partidos políticos que participaban de los procesos electorales democráticos, incluyendo al Partido Autonomista Nacional que había consagrado el sufragio universal y secreto en 1912 a través de la sanción de la Ley Sáenz Peña, como a los tres partidos que, sumados, habían obtenido el 90 % de los votos en las elecciones presidenciales de 1916, las primeras en las que se aplicó la Ley Sáenz Peña (Joaquín S. Anchorena, Estanislao Zeballos, Luis Agote, Federico Martínez de Hoz, y Julio A. Roca (hijo) en el Partido Autonomista Nacional; Manuel Carlés, Manuel María de Iriondo, Carlos M. Noel, Leopoldo Melo y Vicente Gallo en la Unión Cívica Radical; Lisandro De la Torre en el Partido Demócrata Progresista). Una interpretación posible de las motivaciones y formas de actuación de la Liga podrían vincularse con la nueva realidad política abierta en la Argentina a partir de la vigencia del sufragio universal y secreto, cuando de pronto se sumaron a la discusión política voces de actores e ideologías que hasta ese momento no habían tenido participación, como eran el anarquismo, socialismo, comunismo, etc. Esto habría producido preocupación en los máximos dirigentes de los mismos partidos mayoritarios que veían amenazada su situación. En su visión, los nuevos actores eran vistos como un peligro para la Nación que se aprovechaba de la falta de instrucción de los nuevos votantes, especialmente los de clase trabajadora. Esta visión, que puede haber sido real o impostada en cada caso particular, no sólo los llevaba a buscar prevenir la influencia de las nuevas ideologías de izquierda mediante la educación o, directamente, el adoctrinamiento de los obreros, sino que incluso justificaba el uso de la violencia hacia los considerados “elementos disolventes”. En definitiva, la finalidad consciente o inconsciente de estas acciones habría sido corregir eso que ellos consideraban “consecuencias negativas” del cambio de la ley electoral, y conservar, por ende, el orden político anterior. Mejor armados que los obreros, y protegidos por la policía, causaron cientos de muertos, que se sumaron a otros tantos causados por la policía. Algunos historiadores han afirmado que en ese mismo momento, en medio de los disturbios, la Liga llevó a cabo la única cacería de judíos –un pogrom– que se haya registrado en el continente americano. Sin embargo uno de esos mismos autores, en otro trabajo, se desdice aclarando que el primer pogrom tuvo lugar al menos 10 años antes del nacimiento de la Liga. Concretamente el

15 de mayo de 1910, diez días antes del Centenario, cuando jóvenes de clase alta, salidos de la muy exclusiva "Sociedad Sportiva Argentina" bajo la conducción del barón Demarchi, asaltaron las sedes del Avangard, órgano del "Bund", agrupación obrera socialista judía, y la denominada "Biblioteca Rusa", para quemar luego sus libros en Plaza Congreso.

En el mismo texto, párrafos después, se habla del nacimiento de la Liga Patriótica a la que el historiador ve como una lejana consecuencia de aquel pogrom de 1910.
En esos sentidos –violencia en las calles, antisemitismo– la Liga Patriótica es un antecedente ideal para los movimientos nacionalistas de derecha de fines de la década siguiente. Pero con una diferencia fundamental: la Liga no tuvo nunca la intención de desplazar al gobierno en ejercicio, ni de modificar los presupuestos políticos de la democracia; no estaban en contra de la democracia, estaban en contra de que en las elecciones ganaran los otros. Al menos durante la década de 1920, no se trató realmente de un movimiento nacionalista de derechas –no eran antiliberales, más bien todo lo contrario– y sólo corresponde citarlos como un antecedente porque confluían con los nacionalistas en su antiizquierdismo, en culpar a los judíos por el desarrollo de las izquierdas, y por considerar toda acción sindical casi como una traición a la Patria. Principalmente compartían sus procedimientos, no su ideología.
Por fuera de su acción violenta, la Liga también procuró educar a los obreros, especialmente a las mujeres, para impedir por ese medio su afiliación al socialismo o al comunismo. Las escuelas de señoritas estaban instaladas en las mismas fábricas en que trabajaban, con anuencia de los propietarios. Algo parecido estaban haciendo algunas organizaciones católicas de derecha por miedo a la actividad de los sindicatos y los partidos de izquierda, como los Círculos Católicos de Obreros, fundados y dirigidos por el padre Federico Grote con la idea de ponerle límites a la propaganda izquierdista.

### La hora de la espada

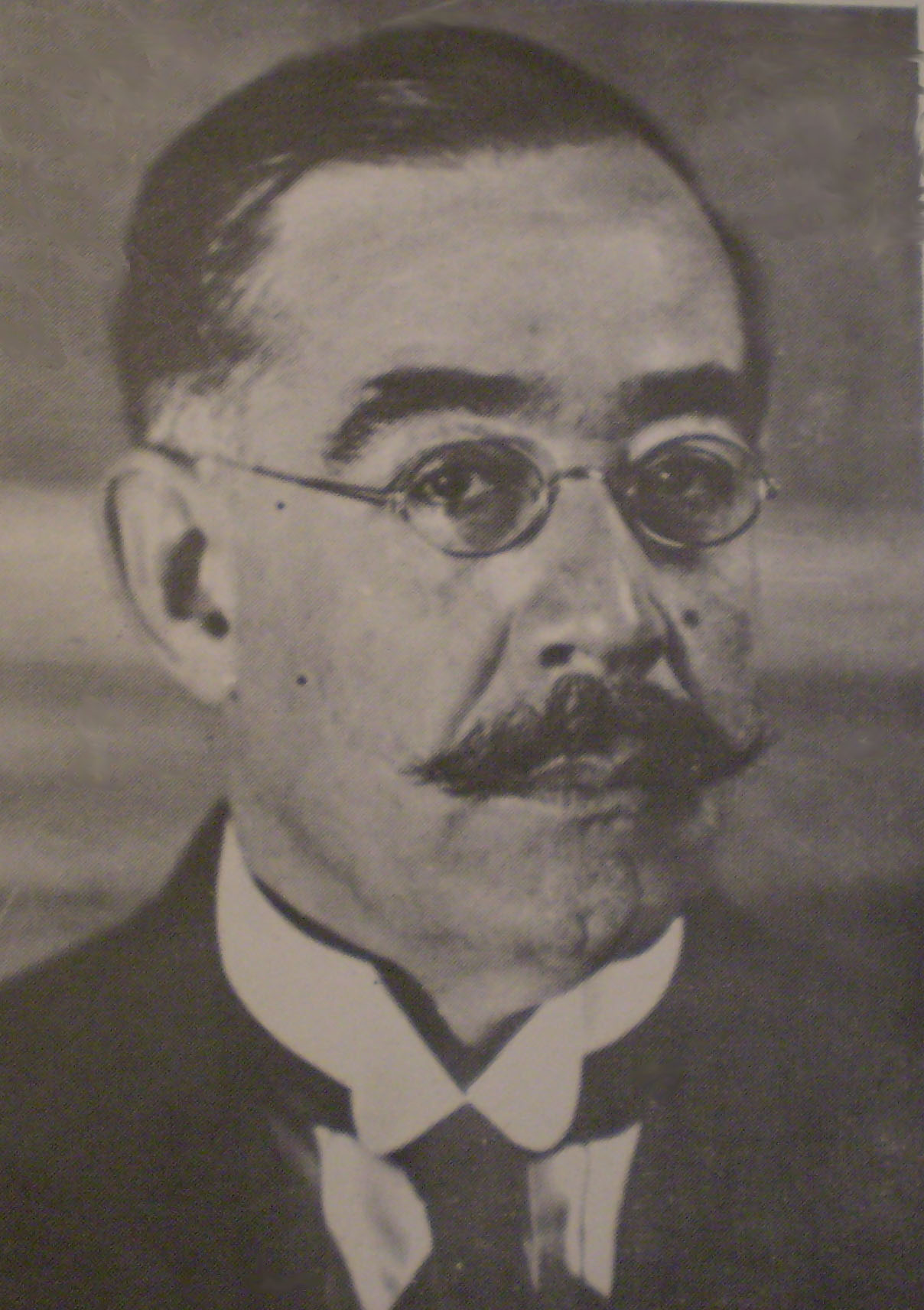
Leopoldo Lugones

El 9 de diciembre de 1924, en Ayacucho (Perú) se celebró el centenario de la batalla de Ayacucho; para la ocasión, además de los consabidos desfiles militares, el presidente Augusto Leguía invitó a los tres poetas más laureados de América Latina, con la idea de adornar con giros poéticos los hechos históricos que se recordaban. Uno de ellos, el argentino Leopoldo Lugones, hizo algo muy distinto: leyó en voz alta una proclama intensamente antidemocrática:

Ha sonado otra vez, para bien del mundo, la hora de la espada… Pacifismo, colectivismo, democracia, son sinónimos de la misma vacante que el destino ofrece al jefe predestinado, es decir, al hombre que manda por su derecho de mejor, con o sin ley, porque ésta, como expresión de potencia, confúndese con su voluntad.

Aprovechó la ocasión para definir el pacifismo como «culto del miedo», declaró «caduco» al sistema democrático constitucional, resumió la vida en cuatro palabras, «amar, combatir, mandar, enseñar», y cerró sus conceptos con una declaración:

El ejército es la última aristocracia, vale decir la última posibilidad de organización jerárquica que nos resta entre la disolución demagógica.

El discurso armó un notable revuelo internacional, pero no tuvo consecuencias ulteriores, ni siquiera a través del Ministro de Guerra de la Argentina, el general Agustín Pedro Justo, que estuvo presente durante el discurso. En cambio, sí significó un anuncio a gran escala del curso que tomarían los hechos en América Latina y en el mundo en cuanto la situación de bonanza económica a nivel mundial se modificara.
En cambio, sí parece haber influido fuertemente en la Logia General San Martín, fundada a fines de 1921 y desaparecida en 1926, y de la que formaban parte el general Justo. El discurso de Lugones convenció a los militares «profesionalistas» de que el camino para no dejarse influir por los partidos políticos pasaba por la destrucción de éstos y su reemplazo por las corporaciones como fuente de legitimidad política. Tras dividirse por el enfrentamiento entre estas dos concepciones políticas, la Logia fue oficialmente clausurada.
En lo personal, Lugones, que había sido simpatizante y afiliado al Partido Socialista, había virado hacia unas ideas decididamente fascistas y corporativistas. Sin embargo, abandonó pronto estos devaneos y se concentró en la propuesta de que fuese el Ejército el encargado de «regenerar» al país. En cambio se mantuvo dentro del universo de ideas fascistas con su insistencia en que la solución a los males de la democracia era la fuerza, las organizaciones fuertes y los hombres superiores aplicando la fuerza; como buen poeta romántico, soñaba con el hombre fuerte providencial que llevase adelante sus ideas, pero no participaba en ninguna agrupación política.

## Nacionalistas de los años '30
Durante el primer gobierno de Yrigoyen, los conservadores interpretaron que se trataba de un fenómeno pasajero. El gobierno de Alvear y la división del yrigoyenismo con el antipersonalismo parecieron darles la razón: llegaron al gobierno los radicales más opuestos al expresidente. Pero cuando éste fue elegido nuevamente en 1928, numerosos liberales y conservadores se pasaron a la extrema derecha corporativa y antidemocrática. Se dedicaron a atacar a la democracia y a la existencia de "políticos profesionales", que no tenían actividad económica privada sino que vivían de la función pública, algo que existía en todos los partidos.

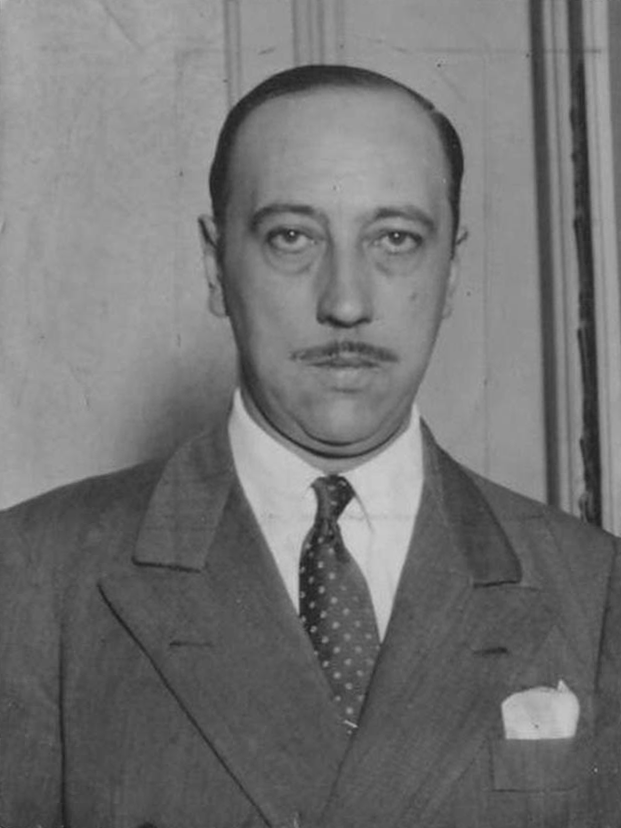
Ernesto Palacio, jefe de redacción de La Nueva República.

A fines de 1927 se fundó el periódico La Nueva República, que en un principio aspiraba a dar publicidad a diversas corrientes de pensamiento, pero un año más tarde se convirtió en el primer órgano oficial del nacionalismo de derecha, y el más destacado medio dedicado al ataque permanente contra el gobierno. Su primer director fue Rodolfo Irazusta, secundado por Ernesto Palacio, y entre sus colaboradores y directores estaban Julio Irazusta, Juan Carulla, Mario Lassaga, César Pico y Tomás Casares. Todos ellos eran católicos militantes y muy activos.
Las ideas de La Nueva República resultaban vagas, generalistas; por ejemplo, aceptaban como positivo el liberalismo como había sido aplicado hasta 1916, y lo rechazaban de plano en sus formas desde 1916, culpándolo del desarrollo de la democracia. También condenaban los giros autoritarios que en ocasiones tenía el gobierno de Yrigoyen porque los aplicaba atrayendo a las masas, y no imponiéndose a ellas por la fuerza. El único que intentó darles una forma orgánica fue Ernesto Palacio, quien hacía girar toda la organización social en torno al orden, la jerarquía y la autoridad; su objetivo no era el pueblo, sino la «minoría inteligente», y reservaba para el pueblo la función de seguir lo que ésta le impusiera. Estas ideas no eran enteramente originales, sino más bien derivadas de la Action française y de Charles Maurras.
El diario insistía en que el país atravesaba una crisis, de la cual eran culpables los radicales, por su demagogia, por el supuesto saqueo al Estado que denunciaban y por el desaliento al trabajo que adjudicaban a la sanción de leyes laborales. Proponían reemplazar la representatividad electoral por alguna forma de reconocimiento de la «capacidad», el «respeto por los superiores» en cultura, posición social y edad; y consideraban a la democracia una utopía, un concepto general bonito pero inaplicable. Según Irazusta, los principios de igualdad y libertad hacían imposible toda organización, y era necesario su reemplazo por principios de autoridad y capacidad. Palacio, por su parte, llamaba a iniciar una contrarrevolución intelectual como prefacio a la restauración política de los principios de orden y jerarquías. Desde su punto de vista, la democracia y el liberalismo conducían sin remedio al socialismo, al caos o a la dominación extranjera. De hecho, consideraban al radicalismo el movimiento que llevaría a la Argentina al socialismo; en este punto debieron enfrentar la oposición de Manuel Gálvez, que pensaba que las políticas obreras de Yrigoyen eran un freno eficaz contra el avance de la verdadera izquierda. En lo electoral, La Nueva República proponía votar a partidos conservadores como mal menor, a la espera de la aparición de un partido nacionalista organizado y competitivo.
En 1929, varios de los directivos de La Nueva República fundaron la Liga Republicana, con la idea de fortalecerse lo suficiente como para participar en las elecciones nacionales. Sus primeras actividades estaban orientadas a provocar desórdenes en actos públicos, aunque sólo lograban llamar la atención y ser arrestados durante unas pocas horas cada vez, muy lejos de las inmensas refriegas que aspiraban a causar. Si La Nueva República había alumbrado la primera intelectualidad nacionalista, el órgano que dirigiría a estos movimientos sería la revista católica Criterio, nacida en marzo de 1928, y que hasta el golpe de Estado había respaldado ideas ultraconservadoras, sin competir con el periódico de los Irazusta, que apuntaba en otra dirección. Desde 1929, la revista quedó en manos de la Arquidiócesis de Buenos Aires, y por un tiempo se alejó de las posiciones corporativas para apoyar una postura conservadora; pese a las críticas que lanzaba sobre el gobierno de Yrigoyen, se opuso al golpe de Estado. Más tarde cambió nuevamente su línea editorial, adoptando una postura fuertemente nacionalista y clerical a partir de 1931; fue la época en que la principal pluma de la revista fue el padre Julio Meinvielle. Éste basaba su pensamiento en las ideas del tomismo. Además, influido por Charles Maurras, abogaba por la restauración de un orden teocrático universal. Interpretaba la historia humana como un proceso de declive y decadencia de los valores católicos, que vendría determinado por tres eventos catastróficos para la Iglesia:
- La irrupción de Martín Lutero (1483-1546),
- La Revolución francesa (1789-1799) y
- La Revolución bolchevique (1917-1990).[cita requerida]

En asuntos de política concreta, combinaba su perspectiva católica integrista con el nacionalismo y postulaba la unidad entre la nación, la Iglesia católica y las fuerzas armadas, como protagonistas de una cruzada contra importantes fuerzas que buscaban su debilitamiento: el protestantismo, la masonería, el liberalismo y el socialismo. Esas son las ideas que más se repiten en su abundante labor periodística y en sus libros. Los más notables: Concepción católica de la política (1932), Concepción católica de la economía (1936), El judío (1936), Los tres pueblos bíblicos en la lucha por la dominación del mundo (1937).[cita requerida] La prédica de Meinvielle desde la revista Criterio no se agotaba en el nacionalismo, el catolicismo y el integrismo político: bajo la influencia de su ágil escritura, tanto la revista como el círculo de intelectuales que publicaba allí se volcaron al más decidido antisemitismo.

### El golpe de 1930

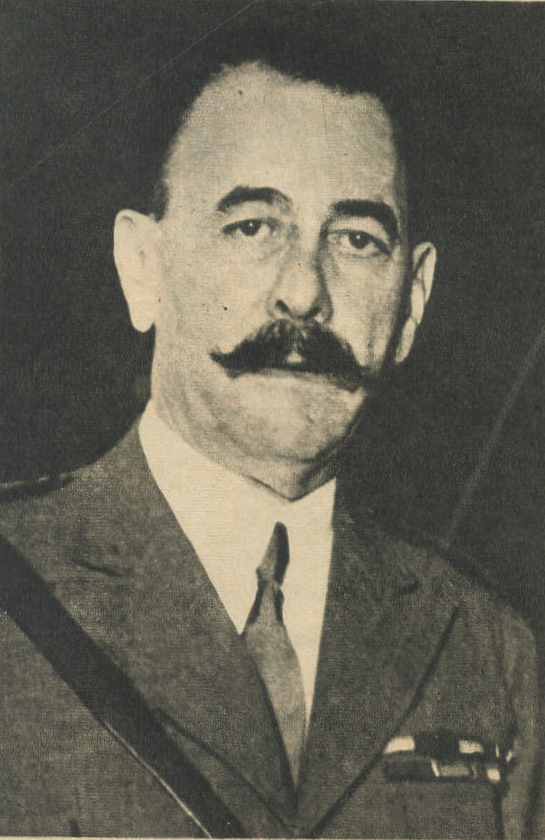
José Félix Uriburu.

Tras una larga crisis política que desgastó al gobierno de Yrigoyen, el 6 de septiembre de 1930, el general nacionalista José Félix Uriburu marchó sobre el centro de la ciudad de Buenos Aires y ocupó la Casa Rosada, declarándose a sí mismo presidente de la Nación. El dictador creyó que el éxito del golpe de Estado demostraba la potencia del nacionalismo en la Argentina; sin embargo, el golpe había sido apoyado por los viejos y nuevos conservadores, y por prácticamente todo el arco político por fuera del yrigoyenismo.
Inspirado en las experiencias de la dictadura española y en el fascismo de Benito Mussolini, Uriburu pretendió organizar al país con un sistema corporativo. Sólo después de que el dictador lo enunciase, los nacionalistas adoptaron el corporativismo como parte de su ideología.
Sin embargo, Uriburu no coincidía en su totalidad con el pensamiento de los nacionalistas ni se sentía el representante, exclusivamente, de ese sector. Había participado de la Revolución del Parque en 1890, en 1914 había integrado el núcleo fundacional del Partido Demócrata Progresista y ese mismo año había sido candidato a diputado por la Unión Cívica Nacional en la ciudad de Buenos Aires, obteniendo 13.673 votos y quedando en 19.º lugar, no pudiendo entrar. Perteneciente a una familia tradicional y de grandes vinculaciones sociales, tenía amistad con dirigentes de todos los partidos. Muchos conservadores lo habían apoyado, de modo que llamó para ocupar los puestos de primera línea de su gobierno casi con exclusividad a viejos funcionarios de los gobiernos anteriores a 1916, casi todos ellos conservadores. El único de sus ministros que era declaradamente nacionalista y antidemocrático era el ministro del Interior, Matías Sánchez Sorondo, quien apoyó discursivamente a Uriburu cada vez que éste anunció su programa corporativo. Encontrando resistencia por parte de los conservadores de su gobierno, Uriburu terminó proclamando que él no venía a imponer la fórmula corporativista, sino que su papel era proponerla, para que fuera el nuevo Congreso, cuyas elección él presidiría, quien tomara la decisión de hacer los cambios necesarios.
El primer paso en los planes de Uriburu fue proscribir políticamente a Yrigoyen. Luego oficializó la Legión Cívica Argentina –un grupo de choque de estilo clásicamente fascista– con la intención de convertirlo en su custodia y fuerza de choque personal. La Legión se declaró integrada por "hombres patriotas" que encarnaran "el espíritu de la revolución de septiembre y que estuvieran moral y materialmente dispuestos a cooperar en la reconstrucción institucional del país". La Legión fue la organización nacionalista más grande de Argentina a principios de la década de 1930. Las primeras acciones de la Legión estuvieron orientadas a manifestar públicamente el sentimiento patriótico, por lo que participaron de actos y desfiles portando banderas y cantando canciones nacionalistas. Se creó una Agrupación Femenina dentro de la Legión la cual estaba encabezada por Josefina Meyer de Lavalle, Adela Gramajo de Patrón Costas y Magdalena Bustamante de Paz Anchorena. Ese grupo se constituyó como una verdadera sociedad de beneficencia, asistiendo y educando a familias carenciadas. También se creó la Legión Cívica Infantil, que el 29 de mayo de 1931 fue reconocida por el Consejo Nacional de Educación como “Institución con fines de cultura cívica y patriótica de carácter apolítico”, lo que la autorizaba a “ocupar, cuando lo pida, los locales de las escuelas y plazas de ejercicios físicos” dependientes del referido Consejo.
Varios meses después del golpe, Uriburu anunció la herramienta con la que pensaba desarrollar un sistema económico corporativo: la unión de todos los partidos creándose un Partido Nacional, al que deberían adherirse los demás partidos, aunque estarían excluidos el radicalismo yrigoyenista y posiblemente el Partido Socialista. La invitación fue rechazada por todos, salvo algunos grupos conservadores. Antes de fracasar, Uriburu se había adelantado a convocar a elecciones para gobernador de Buenos Aires, confiando en presentar una candidatura única del Partido Nacional frente a los radicales; cuando la fundación de dicho partido no se concretó, no pudo retractarse. El radicalismo presentó la fórmula Pueyrredon-Guido, mientras que el conservadurismo se alineó detrás de la fórmula Santamarina-Pereda, del "moderado" Partido Demócrata de Buenos Aires. El también debilitado electoralmente Partido Socialista presentó la fórmula Repetto-Bronzini. El radicalismo no pudo realizar ninguna campaña electoral y la mayoría de sus líderes se encontraban exiliados, por lo que el gobierno consideró que la UCR se encontraba "fuera de la historia". No fue así: el triunfador fue Honorio Pueyrredón, candidato del radicalismo. Inmediatamente, y presionado por los demás partidos políticos, Uriburu declaró nulos los resultados, bajo el alegato de que el pueblo "no había aprendido a votar". El 8 de mayo Uriburu suspendió el llamado al colegio electoral provincial, y nombró gobernador de facto de la provincia de Buenos Aires a Manuel Ramón Alvarado. Los resultados de estas elecciones dieron a entender al régimen que no podrían alejar a la UCR del poder por medio de elecciones democráticas, lo que provocó que se decantaran por hacer uso del fraude electoral (conocido como fraude patriótico) para preservar a los conservadores en el poder. 
Sánchez Sorondo cargó con la culpa de haber realizado un mal diagnóstico de la situación presente, por lo que terminó renunciando a su ministerio. Desde ese momento, todos los ministerios fueron ocupados por conservadores o por radicales antipersonalistas. Uriburu intentó legarle el gobierno, mediante elecciones fraudulentas, a su íntimo amigo Lisandro De la Torre, pero éste no sólo se negó sino que terminó participando en las elecciones pero en el sector opuesto: en una alianza con socialistas y enfrentando a quien terminó siendo el candidato oficial, Agustín P. Justo. 
En estas elecciones, los nacionalistas se encolumnaron detrás del general Agustín Pedro Justo: esperaban que ejerciera un gobierno de orden que les permitiera en algún momento volver a intentar la aventura corporativa., pero no fue así. Justo pronto fue visto como un representante de los grupos políticos conservadores y de las fracciones conservadoras del radicalismo y del socialismo. La herencia que Uriburu hubiese querido dejar –un sistema político corporativo– quedó solamente en los planes y en los discursos del dictador; el mismo día de la asunción de su sucesor, le entregó en mano un proyecto de nueva constitución corporativa, proyecto que Justo nunca promovió.

### La Década del 30
Durante la década del 30 hubo no menos de cuarenta grupos nacionalistas de derecha en actividad, que iban desde organizaciones muy complejas hasta grupúsculos casi impotentes. De entre ellos se destacaron la Legión Cívica Argentina, la Acción Nacionalista Argentina, la Afirmación de una Nueva Argentina y la Alianza de la Juventud Nacionalista.También gran parte de la dirigencia de los partidos políticos tradicionales comenzaron a pronunciarse a favor de construir un modelo económico, político y sociocultural similar al que habían creado o estaban creando los caudillos del Viejo Continente. En el Senado, el exministro Matías Sánchez Sorondo, como el gobernador de Buenos Aires Manuel Fresco, ambos pertenecientes al Partido Demócrata Nacional, elogiaban públicamente a Benito Mussolini, Adolf Hitler y Francisco Franco. A instancias de la Embajada Alemana en Argentina, Sánchez Sorondo fundó en 1936 la Comisión de Cooperación Intelectual con el Eje, junto a Gustavo Martínez Zuviría, Ricardo Levene, Carlos Ibarguren, el Premio Nobel de Biología Bernardo Houssay, el decano de la Facultad de Derecho de la UBA Juan P. Ramos y Mariano Castex, entre otros. En esa condición, sería invitado en 1937 a viajar a España, Italia y Alemania, y mantuvo una serie de entrevistas con referentes nacionalistas, incluyendo una con el mismísimo Hitler. Fresco, por su parte, adornaba su despacho de gobernador con bustos de Hitler y Mussolini, y declaró ilegal en toda la provincia al Partido Comunista. Poco después proclamó que su gobierno se guiaba por las enseñanzas de la Iglesia a través de la encíclica Rerum Novarum. En consonancia con esa idea, promovió la construcción de viviendas económicas para los obreros y pretendió forzar a los empresarios a pagar mejores salarios y un salario familiar. En cambio, el gobernador de Buenos Aires Federico Martínez de Hoz nombró ministros de esa tendencia –sin identificarse él mismo con ella– y utilizó durante algunos discursos la retórica de los nacionalistas como medio de ampliar sus apoyos, al menos durante la crisis que llevaría a su destitución.

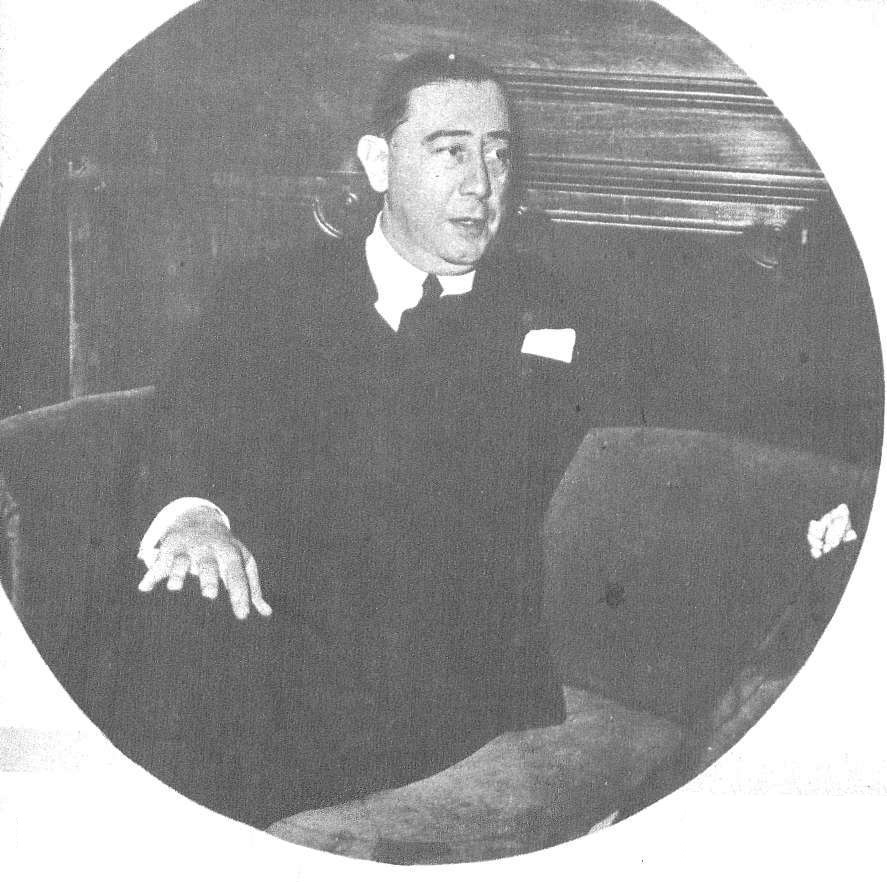
Fresco en 1939. Revista "Caras y Caretas".

La Legión Cívica, oficializada y dirigida como una fuerza de choque por el propio dictador Uriburu, fue dirigida en sus inicios por los teniente coroneles Emilio Kinkelín y Juan Bautista Molina, que entrenaron a sus miembros para la guerrilla urbana y las movilizaciones violentas. Sus objetivos eran crear un Estado corporativista, dar propiedades a los trabajadores, limitar la inmigración y prohibir el acceso a cualquier cargo público de los no nacidos en el país. También pretendía destruir al comunismo y disolver todos los partidos políticos.
En 1932, Juan P. Ramos, Floro Lavalle y Alberto Uriburu se separaron de la Legión Cívica para fundar la Acción Nacionalista, un sincero intento por unificar las distintas corrientes nacionalistas; Ramos fue nombrado "Jefe del Nacionalismo Argentino", pero el título no generó la buscada unidad. Algún tiempo después, luego de incorporar algunos grupos mínimos, pasó a llamarse Aduna, por Afirmación de una Nueva Argentina, y llegaron a tener 15 000 militantes en 1936. Pero cuatro años más tarde, su número de afiliados se había desmoronado y ni siquiera tenían un domicilio estable donde reunirse.
En agosto de 1933 se intentó por segunda vez la unión de los nacionalistas en el grupo Guardia Argentina, que tenía a su favor la fama que precedía a su presidente, Leopoldo Lugones. Sin embargo, fue justamente éste, incapaz de ceder en nada a los demás dirigentes, que alejó primeramente a la Legión Cívica y rápidamente causó el desmoronamiento de la Guardia hasta la intrascendencia completa, a menos de un año de fundado.

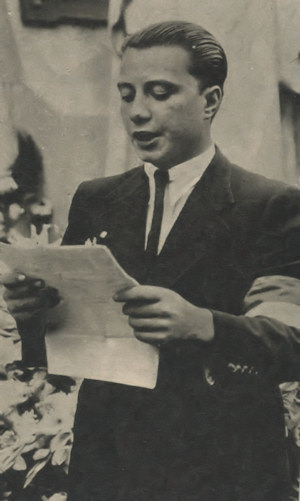
Juan Queraltó en el año 1935

Las diferencias entre estos grupos les impidieron unificarse, y los objetivos a largo plazo eran muy distintos en cada caso: mientras que Irazusta, miembro de la oligarquía salteña, esperaba un triunfo del corporativismo que excluyera a las clases medias y bajas de las decisiones políticas, Gálvez esperaba organizar un gobierno de orden, pero popular y centrado en las provincias del interior. Únicamente en Córdoba, todas las corrientes se reunieron en una única agrupación, el Frente de Fuerzas Fascistas de Córdoba, presidido por Nimio de Anquín.
No obstante esta falta de unión hubo un nuevo intento de golpe militar nacionalista y corporativista cuando, en una manifestación ultraderechista, en 1935, el líder de la Legión Cívica, Gral Juan B. Molina exigió la disolución de los tres poderes del gobierno nacional, la abolición de los partidos políticos, el establecimiento de una dictadura militar, la promulgación de la censura de la prensa, acciones para prevenir la inmoralidad y el cambio del sistema económico, que sería dirigido por una "junta consultiva" que uniese la representación de los empleadores y los trabajadores. Poco después de eso, y a pesar de esas declaraciones públicas, el gobierno de Justo, en 1936, le confió a Molina la Escuela de Suboficiales de Campo de Mayo. Allí, desde el primer momento se aboca junto al Dr. Diego Luis Molinari, antiguo yrigoyenista ahora cercano a las ideas corporativistas, a planear una revolución que debía estallar ese mismo año, durante los desfiles del 9 de Julio. Para concretar el objetivo se armó una coalición de fuerzas nacionales, la Comisión Provisoria del Nacionalismo Argentino, que asumió la tarea de crear el clima revolucionario del mismo modo en que las organizaciones patrióticas lo habían creado antes del derrocamiento de Yrigoyen. Entre los participantes, además de Molina y Molinari, se contaban políticos disconformes con la gestión justista como Raymundo Meabe, Enrique Torino y Matías Sánchez Sorondo. La idea era que en Salta un grupo de políticos locales manifestasen públicamente sus simpatías hacia el movimiento nacionalista y su repudio a la democracia representativa, recibiendo la adhesión de los militares que poblaban los cuarteles de la región. De esa manera -confiando en que se produciría una reacción en cadena en las provincias cercanas- todo el norte argentino se alzaría en contra de Justo, poniéndolo en la disyuntiva entre sacrificar vidas en una guerra civil o dimitir para favorecer el recambio de liderazgo. Molina, como jefe revolucionario, pensaba en designar como presidente a Carlos Ibarguren, para que dirigiera un gobierno de transición que allanase el camino al surgimiento del régimen corporativo. Alertado Justo del plan, Molina fue separado de su cargo y la intentona fracasó
En 1937, Juan Queraltó, líder de la Unión Nacional de Estudiantes Secundarios, se separó de la Legión Cívica y fundó la Alianza de la Juventud Nacionalista. Allí militaban Ramón Doll, Jordán Bruno Genta, Bonifacio Lastra y el coronel Natalio Mascarello, y terminaron designando al General Molina, simbólicamente, como su "Jefe Supremo". 
De origen muy distinto, la Unión Nacional Argentina-Patria fue fundada por el gobernador de Buenos Aires, Manuel Fresco. Mientras tanto, los hermanos Irazusta y Ernesto Palacio siguieron fundando periódicos, como Nuevo Orden y La Voz del Plata. Carulla, ya separado de éstos, fundó Bandera Argentina, desde el cual abogaba abiertamente por una dictadura corporativista.
Los diarios Crisol y Pampero fueron abiertamente nazis, y sus ingresos eran cubiertos por la embajada alemana. Hubo también varios periódicos más, como Choque, Nueva Política, Clarinada, Nuevo Orden, Renovación, Momento Argentino y Frente Argentino. Se sospechaba que varios de éstos eran subsidiados por el régimen nazi, pero resulta difícil establecer cuáles y con qué montos.

### Ideología
Si los nacionalistas habían llegado al golpe de 1930 sin una ideología definida, a lo largo de la década del 30 fueron formalizando sus ideas y su programa de acción política y de gobierno. Adoptaron el corporativismo, reafirmaron las razones de su desprecio por la política partidaria y la democracia, y dieron forma a los demás conceptos que definieron su pensamiento.
Todos estos grupos exaltaban la juventud, la energía y la masculinidad; el papel de la mujer en la sociedad que aspiraban a crear era muy subordinado, limitado a mantener el hogar y la familia en funcionamiento. Eran, casi sin excepción, católicos fanáticos, que aspiraban a un gobierno fuerte elegido por las corporaciones y atacaban al Congreso. Sus propuestas apoyaban un cierto grado de estatismo, sostenían el corporativismo y proclamaban la vuelta a las tradiciones anteriores al triunfo liberal, que fijaban a mediados del siglo XIX. A diferencia de casi todas las generaciones anteriores desde la Independencia, reivindicaron a España como fuente de civilización y se opusieron al dogma del progreso indefinido basado en el cientificismo.

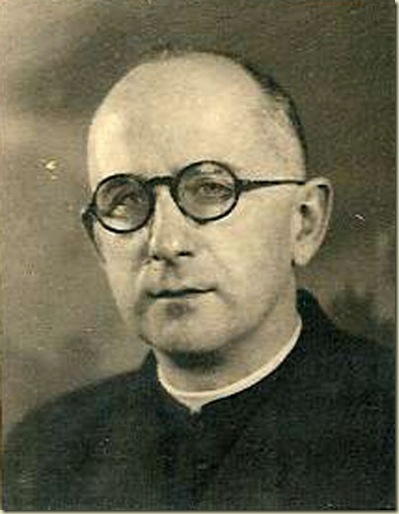
Julio Meinvielle.

Respecto a su catolicismo, resultaba inevitable: la década del 30 fue un período en que la Iglesia católica estaba en su apogeo, y creía haber restaurado la «nación católica», dejando atrás el ateísmo y el agnosticismo que en décadas anteriores se habían reflejado tanto en la mayoría de los dirigentes conservadores como en la casi totalidad del radicalismo. En la práctica, esa identificación no siempre era sincera y se recurría a ella solamente como un recurso en apoyo de las tradiciones anteriores al constitucionalismo liberal. Y ni siquiera fue bien aceptada por las propias autoridades y organizaciones católicas: la Acción Católica Argentina rechazaba la pertenencia de la revista Crisol al catolicismo, declarando que éste era incompatible con el nazismo.
El nacionalismo abogó por un "retorno a la tradición, al pasado, a los sentimientos auténticamente argentinos, ... a la reintegración de la nación con estos valores esenciales". Estos valores esenciales incluían el catolicismo romano, afirmando que la Iglesia y "la Nación deben estar unidos como el cuerpo al alma". El nacionalismo se opuso a la educación laica, acusándola de ser "laicismo masónico", y apoyó el control clerical de la educación. Basó su política gemela de oposición al liberalismo y al socialismo junto con la promoción de la justicia social en las encíclicas papales de 1891 (Rerum novarum) y 1931 (Quadragesimo anno). El nacionalismo apoyó mejorar las relaciones entre las clases sociales para lograr el ideal católico de una sociedad orgánica y "armoniosa".
Uno de los tópicos más extendidos entre estos grupos era el anticomunismo: mientras en la década anterior no se le había prestado atención por considerárselo inofensivo para el Estado argentino, durante la década del 30 abundaron las alertas acerca de la inminencia de una revolución comunista; se descubrían comunistas por todos lados, y cualquier cosa que no fuera abiertamente corporativista debía ser considerado un posible camino al comunismo.
Uno de los puntos en que los distintos nacionalismos chocaban era la interpretación de las minorías y los jefes: mientras que algunos de los grupos más destacados preconizaban la necesidad de someterse a la jefatura de jefes absolutos, patriotas y fuertes, o bien de ser guiados por una exigua minoría de hombres decididos, otros pretendían fundar movimientos de masas, capaces de vencer por la superioridad numérica. Si fuese necesario participar en elecciones, estos últimos consideraban estar más preparados después de extender el movimiento a las masas. Los primeros, en cambio, necesitaban justificar su posición aclarando que pensaban hacerse con el poder, pero de ninguna manera por la vía electoral.
La gran mayoría de estos movimientos propugnaban un Estado interventor, capaz de regular y orientar la actividad económica para asegurar los derechos y la subsistencia de quienes menos tenían; la situación general del país durante la década del 30, en medio de un gran avance de la pobreza y la desocupación los obligó a definir cómo la solucionarían. De todos modos, más allá del fuerte intervencionismo, en ningún momento pensaron en poner en cuestión el derecho «natural» a la propiedad privada, más por un reflejo condicionado por aparecer en posiciones opuestas a la izquierda que por convicción. Lo que cuestionaban era el «capital ilegítimo», es decir toda actividad que lograse ganancias sin producir nada ni aportar al crecimiento de la sociedad. Además se oponían a la dependencia del país respecto del capital británico.

### La violencia
Uno de los elementos que más claramente identificaba a estos grupos separados como un conjunto homogéneo era la continua recurrencia a la violencia. Y no se limitaban a chocar a los golpes con manifestantes radicales o socialistas; perpetraron una interminable lista de ataques a locales, instituciones, periódicos, sedes de sindicatos, etc. No se detuvieron tampoco ante el asesinato, que incluyó un atentado fallido contra el líder socialista Alfredo Palacios, el crimen del diputado provincial cordobés José Guevara y el tiroteo sobre los radicales en el acto del 25 de mayo de 1935.
Teorizaban sobre prácticamente todo, de modo que también teorizaban sobre la violencia:

La violencia es placer de los dioses. Un golpe bien colocado es más persuasivo que una conferencia, pero queda todavía el recurso –por si alguien nos lo objetara en nombre del tambaleante liberalismo intelectualista– de pronunciar conferencias mechadas de golpes.
Bandera Argentina, 1 de agosto de 1932.

Pero, pese a esta encendida defensa teórica, debe observarse que –a diferencia del fascismo europeo– su violencia era en realidad una especie de hobby, un deporte o postura. Atacaban a sus enemigos porque eso era parte del menú fascista, pero su objetivo no era nunca la eliminación del adversario como conjunto.
La Alianza de la Juventud Nacionalista fue un buen ejemplo de esta forma de hacer política: a diario salían de su sede de la calle Corrientes grupos de jóvenes bien organizados, que se dirigían directamente a atacar algún objetivo: una sede del Partido Comunista, un comité radical, una sinagoga, una empresa de capitales ingleses, por ejemplo. Y volvían usualmente algunos menos, lastimados, ensangrentados o entablillados, contando sus aventuras contra hordas de bolches, siempre más numerosas que ellos. El resto solían quedar en las comisarías, donde algunas horas más tarde eran benévolamente puestos en libertad. Esa actividad pasó a ser mucho más relevante para este grupo –y para varios otros– que los largos y altisonantes discursos.

### Antisemitismo
Los grupos nacionalistas reclamaban ser los defensores de la auténtica Argentina, un país homogéneo, en el que no tenía lugar la disidencia. Desde ese punto de vista, y también desde el «mito de la Nación católica», los judíos pasaron de ser «uno de los varios problemas» del país a ser «el problema central»: sin elementos claros que lo respaldaran, acusaron a los judíos de cada crisis, de cada obstáculo que se le presentara al progreso del país. Copiaron los ataques a los judíos que se difundían cada vez más en Europa –y no solamente en Alemania. Apoyaron con entusiasmo el mito del complot judío mundial, y se dedicaron a atacar las sinagogas judías. Inclusive exigieron al gobierno de la provincia de San Juan el retiro del pliego por el que se había propuesto un candidato a fiscal del crimen de origen judío; insólitamente, el gobierno sanjuanino retiró el pliego, cediendo a la presión de un grupo sólo por la violencia que fueran capaces de ejercer.

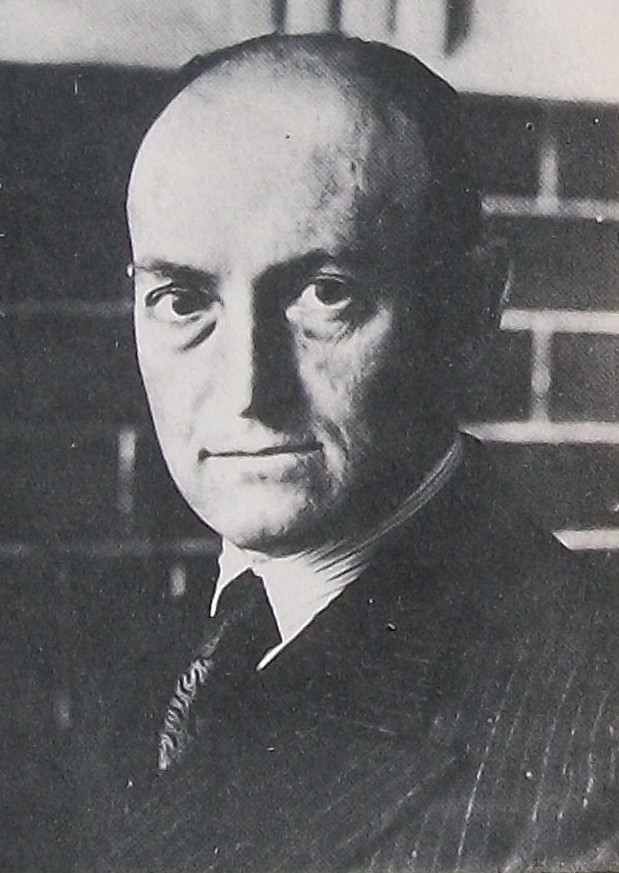
Gustavo Martínez Zuviría, escritor y ensayista antisemita, más conocido como Hugo Wast.

Los panfletos y cartelería antisemita inundaron las ciudades, y el periódico Crisol insistía en cada uno de sus números en que debía solucionarse «el problema judío». Viniendo de un diario públicamente sostenido por el gobierno de Hitler, sus amenazas debieron ser tomadas en serio. Otros dos periódicos que hacían gala de su odio a los judíos eran Clarinada y La Maroma, este último dedicado a adoctrinar a las clases obreras y que, curiosamente, no atacaba al comunismo sino exclusivamente al capital inglés. Se llegó a extremos como el del periódico Frente Argentino, que sostenía abiertamente que asesinar judíos no era delito, o a la formación de una Alianza Antijudía Argentina. La organización nacionalista más notable de la época, la AJN, se inclinó también por una ideología antisemita cada vez más clara.
En la Iglesia católica también tenían una gran difusión las ideas antisemitas, por medio del cura Meinvielle, o del obispo Gustavo Franceschi. Entre los intelectuales, Gustavo Martínez Zuviría tuvo gran éxito con sus novelas antisemitas, y el panfleto Los protocolos de los sabios de Sion tuvo una amplia difusión en la Argentina. Sin embargo, esa actitud no era exclusiva de la Argentina: más allá de la Alemania nazi, el antisemitismo lograba muy visibles avances en gran cantidad de países, como en los países «blancos» de la Commonwealth, en Francia o también en la Unión Soviética.
En todo caso, los nacionalistas argentinos inicialmente no eran antisemitas por razones raciales, sino porque estaban convencidos de que los judíos estaban detrás de la masonería y del comunismo; atacando a los judíos, se defendía a la «Nación Católica» del comunismo. Una de las bases del antisemitismo era el aumento de la población judía en ese período: huyendo de las persecuciones en Europa, pasaron de 218 000 a 378 000 habitantes entre 1930 y 1949, un crecimiento del 78%, mientras la población total aumentaba un 48%; eso sólo significaba llegar al 2,2% de la población total, pero el porcentaje era mucho más alto en la ciudad de Buenos Aires. Sólo a mediados de la década del 30 surgió con fuerza el antisemitismo racial, el odio contra los judíos sólo porque lo eran; la revista Clarinada fue su máximo ejemplo.

### Nacionalismo e Iglesia católica

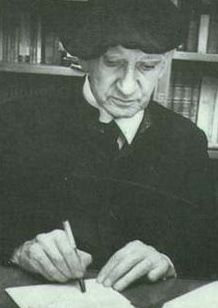
El sacerdote Leonardo Castellani.

En un editorial de octubre de 1832 de la revista Criterio que dirigía, monseñor Gustavo Franceschi opinaba que el «despertar nacionalista» constituía la esperanza del país, que era una respuesta patriótica a la esperanza comunista. Sin embargo, le preocupaba la insistencia de este movimiento en imitar modelos extranjeros.
En cierto sentido, Franceschi era un continuador del catolicismo antiliberal que había surgido como respuesta al laicismo de la Generación del 80 y a la eliminación de las funciones civiles de la Iglesia. Nunca había sentido ninguna simpatía por la igualdad y la democracia, pero –tras unas tres décadas de aceptación mutua– hacia 1930 se había ido decantando en contra de la democracia y sus consecuencias. Hacia fines de 1931, una pastoral colectiva de los obispos argentinos aconsejaban a sus lectores a quién, por qué y cómo votar. En ausencia de los radicales, la misma atacaba a los demoprogresistas y a los socialistas.
La principal herramienta del clero antiliberal fue la Acción Católica, fundada en 1928 y teóricamente dedicada sólo a actividades espirituales. No obstante, tenían su propio esquema de adoctrinamiento, los Cursos de Cultura Católica, dirigidos por Tomás Casares y Atilio Dell'Oro Maini, y donde enseñaban Leonardo Castellani y César E. Pico, destacados líderes nacionalistas. Este último inclusive se dio el lujo de contradecir en público a Jacques Maritain, que se oponía al apoyo católico a los regímenes totalitarios; Pico también justificaba el uso de la violencia. Por su parte, Meinvielle encontraba obsesivamente a los judíos detrás de cada una de las calamidades de la humanidad, es decir detrás del Protestantismo, la Revolución Francesa y el comunismo; de hecho, culpaba a los judíos de los enfrentamientos de clase que, si no fuera por ellos, no existirían. Casi todos ellos, y junto a ellos monseñor Franceschi, apoyaban como modelo ideal a seguir al falangismo español, movimiento totalitario y antidemocrático de inspiración católica.
Varios grupos católicos juveniles alcanzaron a ver el riesgo de apoyar a estos nacionalistas extremistas, que pensaban que sólo podían convertirse en apoyos externos al nazismo. Advertían al público contra el apoyo al antisemitismo y el recurso a la violencia, pero sus reclamos al episcopado, fueron ignorados por completo: parte de la dirigencia clerical se sentía muy cómoda con el apoyo de los nacionalistas, que confirmaba su pretensión de reunir a la totalidad del pueblo argentino dentro de la Iglesia.
Hasta las elecciones de 1937, la Iglesia cooperó visiblemente con los gobiernos de la Década Infame. Pero su apoyo había sido tan notable y visible como su ansiedad por avanzar sobre toda la sociedad: cuando el nuevo presidente Roberto M. Ortiz atacó las prácticas fraudulentas y anuló elecciones, la Iglesia adhirió a los postulados nacionalistas y anticomunistas. La creación de los Cursos de Cultura Católica fue un importante nexo entre la Iglesia y los nacionalistas. Muchos dirigentes católicos propugnaban un gobierno fuerte y muy poco democrático, tomando como ejemplos a António de Oliveira Salazar en Portugal o a Engelbert Dollfuss en Austria.
Como era de esperarse, nacionalistas y católicos volvieron a confluir en el apoyo al bando nacional durante la Guerra Civil Española. El corrimiento del apoyo de las corrientes principales del catolicismo hacia el bando nacionalista fue respondido por un similar reacomodamiento del nacionalismo en favor de la Iglesia católica. De hecho, éstos movimientos se habían iniciado algún tiempo antes, cuando el Congreso Eucarístico Nacional despertó la envidia de todos por su enorme grado de convocatoria y por su escenografía más adecuada para un desfile fascista o falangista que para una misa. Los nacionalistas se hicieron fanáticamente partidarios de las ideas de Ramiro de Maeztu, que proponía un renacimiento católico para toda España e Hispanoamérica, además de sostener el principio, tan resonante como vago, de la Hispanidad. A esta idea del regreso a una unidad de la hispanidad se subieron, entre otros, Pico, Sánchez Sorondo, Nimio de Anquín y el historiador Rómulo D. Carbia.
A principios de la Segunda Guerra Mundial, la mayor parte de los grupos nacionalistas ya habían abandonado al fascismo de Mussolini, y ahora se inspiraban casi unánimemente en el falangismo español.

### Fascismo y nazismo en la Argentina
Muchos de los inmigrantes italianos en la Argentina y de sus hijos se identificaban más con Italia que con su país de destino; y una parte de ellos apoyaba al gobierno fascista de Benito Mussolini. Este gobierno financiaba las actividades de los representantes fascistas en la Argentina, especialmente del empresario Vittorio Valdani, que organizaba reuniones con toda la escenografía fascista, y que publicaba el periódico Il Mattino d'Italia, que circuló entre 1930 y 1943. La principal organización fascista era la Opera Nazionale Dopolavoro, un dispositivo político-cultural pensado para proponer actividades para después del trabajo: deportes, paseos, bailes, cine, lectura, lo que fuera útil para adoctrinar a los emigrados italianos. Y, por supuesto, cuando la cantidad de gente era suficiente, desfiles de camisas negras.
Desde mayo de 1923 existía en la Argentina el Partido Nacional Fascista; pero éste no tuvo ninguna actuación interna, y su único papel era el de apoyar desde ultramar al fascismo italiano. Hacia 1927, contaban con filiales en no menos de ocho ciudades además de la Capital, más de cinco mil afiliados y hasta se autorizó la fundación de una colonia fascista. En 1932 se le agregó el Partido Fascista Argentino, cuya sucursal Córdoba, dirigida por Nimio de Anquín, se hizo especialmente conocida cuando fue acusada por el asesinato del diputado provincial José Guevara durante un acto público. Los dos partidos fascistas estaban enfrentados entre sí: se peleaban por ver quién era más leal seguidor del Duce y se trenzaban a golpes en la vía pública.
El principal periódico fascista local fue Bandera Argentina, editado por Juan E. Carulla, que publicaba los discursos de Mussolini y las notas de los diarios oficiales de Italia. Y frecuentemente también citas del Mein Kampf, discursos de Hitler y noticias de la Alemania nazi; según afirmaba Carulla, esas notas eran pagadas por la comunidad alemana en la Argentina, y ni él ni su periódico eran nazis. Mientras mencionaba repetidamente a «la peste eslavo-semita», y hablaba más abiertamente que ningún otro medio en contra de la democracia y de la Constitución, el mismo Carulla declaraba que a través de esas notas lograba que la embajada y algunas empresas alemanas le subvencionaran el periódico, que siempre estaba necesitado de dinero. El caso de El Pampero, de Enrique Osés, era completamente diferente: el diario sólo se mantenía por los subsidios de la embajada y las empresas alemanas, y se dedicaba exclusivamente a difundir sus ideas.
Curiosamente, se cuidaban muy bien de criticar al presidente Justo: no sólo porque era quien tenía en su mano los medios de represión, sino porque era un militar, y ellos respetaban a los militares aún con sus «desviacionismos democráticos». Algunos historiadores acusan a los nacionalistas de derecha de ni siquiera haber encontrado nada cuestionable en el Pacto Roca-Runciman. Otros, en cambio, tienen la opinión opuesta:

Las investigaciones sobre el nacionalismo argentino han considerado la obra La Argentina y el imperialismo británico, de los hermanos Irazusta, como un hito en el desarrollo del revisionismo histórico cuanto del antiimperialismo (...), se centraba en la denuncia del Pacto Roca-Runciman, instrumento del imperialismo británico y factor -en opinión de sus autores- de la dependencia económica e inferioridad política del país.

En apoyo a las pretensiones fascistas de repetir el éxito en Italia del otro lado del mar, visitaron Buenos Aires el dramaturgo Luigi Pirandello y el mexicano José Vasconcelos, que hizo una encendida defensa del fascismo. Otra oportunidad para enaltecer el fascismo fueron las exequias del ex rector de la Universidad de Buenos Aires Ángel Gallardo, reconocido admirador del movimiento de Mussolini.
Los desfiles en la vía pública de los dos partidos fascistas y de la Opera Nazionale Dopolavoro fueron muy habituales, y las celebraciones por los triunfos italianos en Etiopía fueron una oportunidad ideal para ello. En algunos casos se llegaron a reunir hasta cincuenta mil espectadores.

## Transformaciones y cambios
Girando en torno a los dirigentes nacionalistas de derecha, hubo una larga lista de intelectuales que buscaron soluciones en el nacionalismo, pero que no estaban dispuestos a unirse a grupos fascistas o filofascistas. Entre ellos Saúl Taborda buscó una definición del nacionalismo que no fuese incompatible con la democracia formal, sin lograr nunca encontrarla. Macedonio Fernández, buscador del ser nacional, derivó hacia la metafísica. Manuel Ugarte, de origen socialista, fue un encendido antiimperialista; aunque nunca militó activamente en las agrupaciones nacionalistas, tuvo una época de acercamiento a los mismos, antes de alejarse definitivamente. Se mantendría leal al neutralismo hasta el final, y formó parte del peronismo.

### El revisionismo histórico

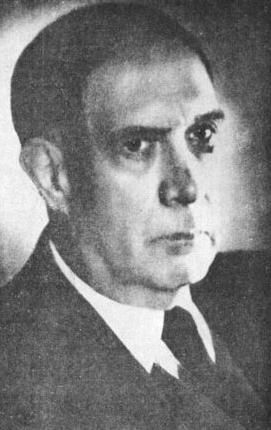
Manuel Gálvez, escritor, historiador y militante nacionalista.

La gran mayoría de las ideas de los nacionalistas argentinos eran importadas desde Europa. Sin embargo, una actividad en particular, alejada de la política ejecutiva –la historiografía– permitió crear un conjunto de ideas y conceptos novedosos, identificados con lo que se ha dado en llamar el Revisionismo histórico. El triunfo de los liberales sobre los federales en las batallas de Caseros y Pavón había sido tan completo, que la generación triunfante había identificado a los máximos líderes del federalismo como la suma de todos los males, en particular a José Artigas, a Facundo Quiroga, y –en grado superlativo– a Juan Manuel de Rosas, sin ninguna oposición. Los historiadores revisionistas rescataron primeramente a Rosas, símbolo del nacionalismo defensivo, de la resistencia a la presión de las grandes potencias europeas y de la tradición española tardía, que había sido también un gobernante fuerte, autoritario y sólo formalmente democrático: difícilmente haya una descripción más adecuada tanto para Rosas como para el líder que los nacionalistas habían estado buscando.
Originalmente, el revisionismo había surgido buscando respuestas a cuestiones históricas que no se explicaban en absoluto con las fórmulas de Bartolomé Mitre y sus seguidores. Los primeros trabajos en ese sentido –los de Adolfo Saldías, Ernesto Quesada y Juan Álvarez– estaban dedicados a entender lo que no se entendía desde el esquema simplista impuesto por Mitre. Sólo cuando surgió el nacionalismo ocurrió una convergencia entre éste y el revisionismo, con los trabajos de Carlos Ibarguren y los hermanos Irazusta, nacionalistas de derecha, fácilmente identificables con el fascismo o el falangismo. Esta misma convergencia llevó a una nueva división del nacionalismo, con la separación de las filas nacionalistas de derecha de Rómulo Carbia, Manuel Gálvez y José María Rosa, todos ellos a partir de sus trabajos historiográficos.
Ese trabajo historiográfico y esa interpretación histórica llevaron al desarrollo del concepto de dependencia y de la teoría de la dependencia en lugar de la imitación de los modelos nacionalistas de derecha europeos. Por otro lado, fueron también ellos quienes reivindicaron no solamente a Rosas, sino también a Quiroga, a Estanislao López, Artigas y muchos líderes federales más.
Fueron también estos nacionalistas defensivos los que, a través de José Luis Torres, divulgaron y generalizaron el nombre de Década Infame para la restauración liberal, antidemocrática y dependiente que estaban viviendo. El desarrollo del concepto de dependencia los acercó a otro grupo, de un origen completamente distinto.

### Coincidencias desde afuera: el pensamiento nacional en FORJA

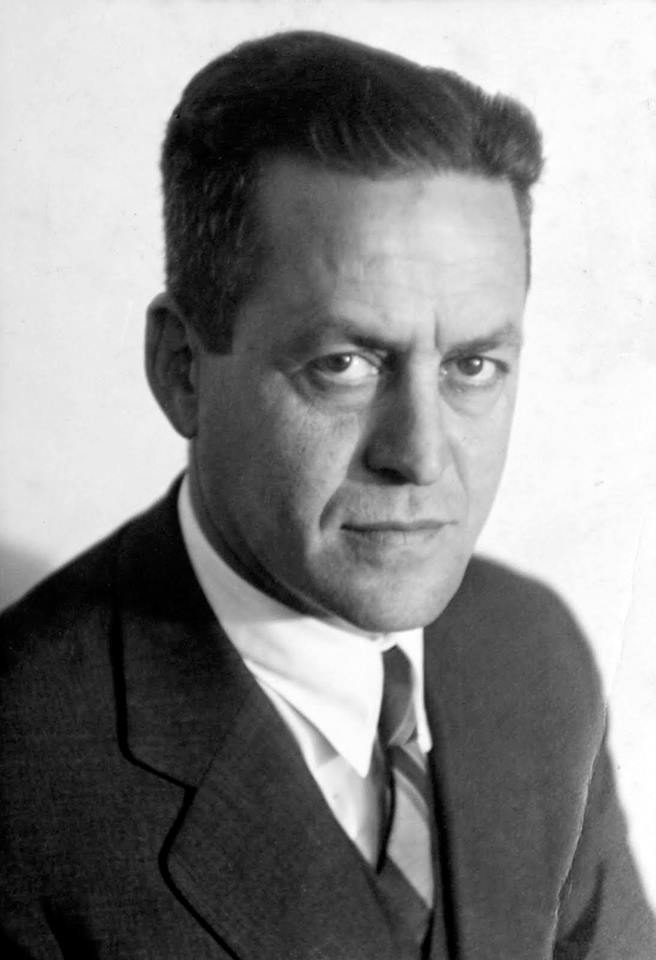
Raúl Scalabrini Ortiz.

Formado inicialmente como una organización juvenil dentro de la UCR, la Fuerza de Orientación Radical de la Joven Argentina (FORJA) no era una organización nacionalista de derecha, aunque tampoco de izquierda, como ha querido llamárselos. Con un desarrollo autónomo respecto del radicalismo dirigido por Alvear, fueron alejándose más y más de la conducción de la UCR, hasta terminar expulsados de la misma. Mientras tanto, habían desarrollado una teoría propia de la dependencia, y habían investigado y difundido con maestría las razones históricas de esa dependencia, principalmente a través de las brillantes plumas de Raúl Scalabrini Ortiz y Arturo Jauretche, pero también de otros militantes como Homero Manzi, Gabriel del Mazo, Luis Dellepiane, Héctor Maya y Atilio García Mellid. En definitiva, por un camino autónomo respecto al ramificado tronco del nacionalismo de derechas, lograron una forma de nacionalismo que se negaba a acercarse al fascismo. Lograron ser el grupo intelectual más destacado en todas las polémicas de las siguientes cuatro décadas.
Desde la teoría y la historia de la dependencia, los forjistas pasaron al análisis de la dependencia en ese momento, y por ese camino se opusieron al Pacto Roca-Runciman, al que Jauretche llamó el «estatuto legal del coloniaje», denunciando a continuación todas las actividades del gobierno orientadas en someter a la Argentina a decisiones tomadas por el capital inglés, y forjando una ideología nacionalista defensiva. De modo que, por primera vez, surgía un segundo nacionalismo, defensivo, «de izquierda» –aunque sus cultores no aceptaban el epíteto– o de inspiración nacional y popular, que dedicó los siguientes años a la búsqueda de una solución original y local a los problemas propios de la Argentina. Casi sin excepción, la encontrarían en el nacimiento del peronismo.
Los dirigentes de Forja llevaron adelante una intensa prédica en favor de la neutralidad durante la Segunda Guerra Mundial, mientras que los conservadores y liberales estaban convencidos de entrar en la Guerra a cualquier costo del lado de los Aliados, y los nacionalistas de derecha estaban divididos entre una mayoría neutralista con simpatías por el Eje y la voz casi solitaria de Enrique P. Osés, que continuaba haciendo la apología del nazismo aún en medio de las invasiones a los países de Europa.

### Cambios de estilo
En la década de 1940, los nacionalistas pasaron de ser un grupo marginal a convertirse en una fuerza política sustancial en Argentina, y enfatizaron la necesidad de la soberanía económica, requiriendo una mayor industrialización y la absorción de empresas extranjeras.
A partir de mediados de la década de 1930, habían comenzado a declarar su preocupación por la clase trabajadora y su apoyo a la reforma social, con el periódico La Voz Nacionalista declarando:

La falta de equidad, de bienestar, de justicia social, de humanidad, ha hecho del proletariado una bestia de carga... incapaz de disfrutar de la vida o de los avances de la civilización.

A fines de la década de 1930, con el aumento del desarrollo industrial en el país, promovieron una política de redistribución progresiva del ingreso para permitir que los asalariados tuvieran más dinero y así permitirles invertir y ampliar la economía y aumentar el crecimiento industrial.

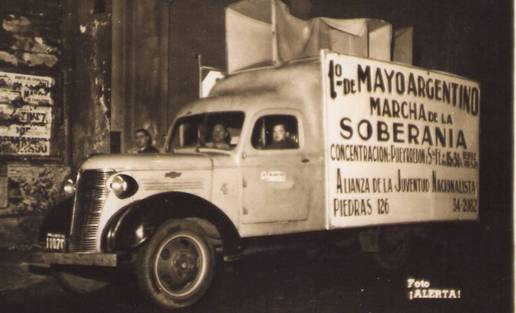
Vehículo de propaganda de la Alianza de la Juventud Nacionalista.

Con el surgimiento de la Alianza de la Juventud Nacionalista (la AJN) en 1937, las posiciones se modificaron en profundidad. Influidos por el lenguaje de la teoría de la dependencia, e inclusive por el de FORJA, por primera vez hacían una propuesta económica explícita: pretendían sujetar todo el capital al control estatal, proponían la nacionalización del petróleo y la industria petrolera, así como los servicios públicos. Pretendían dividir los latifundios en parcelas de un tamaño adecuado al sostenimiento de una familia, para entregárselas a los trabajadores rurales. Festejaban el 1 de mayo, y tenían su propia central sindical, la Federación Obrera Nacionalista Argentina; no muy exitosa, por cierto, pero la preocupación por los sindicatos era un síntoma de lo que buscaban. La mayor parte de los autores identifican la AJN como un grupo fascista típico.
Entre 1938 y 1943, la AJN tuvo un éxito incomparable, y cada concentración de este grupo lograba superar los diez mil asistentes. Sus miembros ya no eran el clásico partido dirigido por líderes de clase alta a los cuales sigue la clase media baja por miedo a perder los pocos privilegios que le quedaban, sino una organización formada y dirigida por miembros de la clase media, sin vínculo alguno con el gobierno o las grandes empresas. Otra particularidad era el cambio del eslogan tradicional de «Dios, Patria y Hogar» por «Soberanía, Recuperación económica y Justicia social» –el cual, con ligeros cambios, sería adoptado más tarde por el peronismo. Habiendo designado como su jefe al general Molina, quisieron forzarlo a lanzar un golpe de Estado el 14 de febrero de 1941 con el fin de evitar que Argentina le declarara la guerra al Eje, hecho que en la alianza consideraban inminente. Su principal colaborador sería el teniente coronel Urbano de la Vega, hombre que tenía que hacer de enlace entre el movimiento revolucionario y la oficialidad joven. Los coroneles Eduardo Lonardi y Fortunato Giovannoni manifestaron su voluntad de unirse a la conspiración. Entre los juramentados también estaban, aparentemente, el por entonces comandante de la escuela de Infantería, teniente coronel Franklin Lucero, y el de la escuela de Artillería, teniente coronel Joaquín Sauri –aunque el primero desmentiría más adelante, ya siendo ministro de guerra de Perón, la vinculación de ambos oficiales con aquel movimiento. Además, conspiraba en forma paralela contra el gobierno un grupo liderado por el general Benjamín Menéndez. El plan de Molina era completar la maniobra derrocadora y colocar a un político al frente de un gobierno provisorio –en este caso el candidato que el militar tenía en mente era Amadeo Sabattini, un yrigoyenista que acababa de dejar la gobernación de Córdoba. El golpe fracasó cuando, en medio de la noche, se presentó a una inspección sorpresiva el secretario de Guerra, general Juan Nerón Tonazzi. Horas más tarde, el ministro de Guerra, Carlos Márquez, ordenó el pase a retiro de Molina, que le fue otorgado de inmediato. También fue expulsado de la Alianza de la Juventud Nacionalista, pero continuó en contacto con líderes nacionalistas, ya exclusivamente del ámbito militar, tales como Lonardi, Giovannoni y los hermanos De la Vega.
Otros dos grupos nacieron en los años 1941: la Unión Nacional Argentina «Patria», fundada y dirigida por el exgobernador de Buenos Aires, Manuel Fresco, campeón en sus buenos tiempos del fraude electoral, y la Unión Cívica Nacionalista, de Emilio Gutiérrez Herrero, que tenía buenas relaciones con algunos sindicatos. Pero para 1943, ningún grupo había logrado unificar a todas las corrientes nacionalistas, y el propio general Molina fue expulsado de la AJN, que poco después cambió su nombre por Alianza Libertadora Nacionalista.
También en los años 40 alcanzó los primeros lugares del conjunto nacionalista el escritor y filósofo Jordán Bruno Genta, que gustaba de tratar de adoctrinar directamente a los militares. Enemigo tanto del comunismo como del liberalismo, aportó a los distintos grupos nacionalistas una cierta profundidad de análisis. Rechazaba el exceso de confianza en la ciencia, y pretendía basar la búsqueda de la verdad en el conocimiento de Dios y la obediencia a la Iglesia católica. Apoyó todas las dictaduras y, con el paso del tiempo, se fue haciendo más fanáticamente anticomunista, cuyos partidarios veía por todos lados: para Genta, tanto los radicales –exceptuando a los más claramente conservadores– como los peronistas eran una especie de comunistas encubiertos.
Para el año 1943 aparece una logia militar conocida como Grupo Oficiales de Unidos (GOU) de tendencia nacionalista, que temía la amenaza del comunismo y defendía la posición neutralista. Fue este grupo el que organizó la revolución de 1943.

## Una nueva oportunidad
El 4 de junio de 1943 estalló un golpe de Estado exclusivamente militar, que se apoderó del gobierno casi sin resistencia. La sociedad civil apoyó el golpe en un primer momento, mientras cada grupo creía que la revolución que se iniciaba era la que estaba esperando. Los radicales y socialistas aclamaban la «revolución democrática», mientras el general Arturo Rawson presentaba la renuncia y su sucesor, el nacionalista Pedro Pablo Ramírez, nombró una gran cantidad de militantes nacionalistas para ocupar lugares en el gabinete ministerial de la dictadura: Jordán Bruno Genta, José María Rosa (padre), Gustavo Martínez Zuviría, Federico Ibarguren, Alberto Baldrich, Ramón Doll, Bonifacio del Carril, Mario Amadeo y Héctor Llambías, entre muchos otros. También cerró los partidos políticos, censuró la prensa y expulsó a cientos de profesores de las universidades. Eso convenció a los antifascistas de que era un fascista sin más, y pocos días después del golpe ya no tenía apoyo de los sectores «democráticos». Por su parte, los nacionalistas creyeron estar ante el más completo triunfo, aunque obtenido sin haber hecho nada para conseguirlo.

### Los orígenes del peronismo

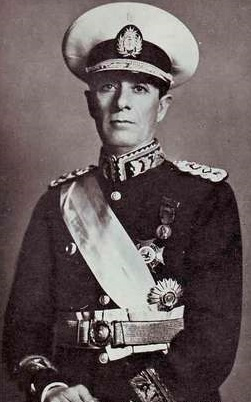
Pedro Pablo Ramírez.

En octubre se generó una crisis en el gobierno, que obligó a Ramírez a reorganizarlo; si bien en ese momento cedió algunos lugares a funcionarios de otras vertientes, incluyendo a conservadores, también nombró a varios nacionalistas. Entre ellos a Gustavo Martínez Zuviría como ministro de Justicia e Instrucción Pública; entre sus medidas estuvo la enseñanza religiosa católica ordinaria aunque no obligatoria en las escuelas públicas –la enseñanza religiosa no era obligatoria en las escuelas del Estado para aquellos estudiantes cuyos padres expresamente lo solicitaran– y el cierre de todas las universidades públicas durante varios meses, en respuesta a una huelga de estudiantes. A fines de diciembre, Ramírez pareció darles toda la razón a los nacionalistas: disolvió todos los partidos políticos y decretó la enseñanza religiosa obligatoria.
Pero, si bien simpatizaba con los nacionalistas, Ramírez no tenía el sustento ideológico necesario para desarrollar un corporativismo funcional, y por otro lado era enteramente leal al Ejército, de modo que ni siquiera lo intentó. Lo más parecido a eso que se buscó fue un régimen "nacionalcatólico", quizá solamente para mostrar coherencia ideológica y apoyarse en los nacionalismos sin cederles demasiado lugar en el gobierno.
Sin aviso previo, el 11 de enero de 1944, Ramírez disolvió todas las organizaciones nacionalistas. En parte era una concesión a los conservadores, en parte se quitaba de encima un lastre frente a dos medidas que estaban ya decididas: la ruptura de las relaciones con las potencias del Eje y la utilización de los sindicatos como principal fuerza de apoyo para el gobierno, lo que confirmaba el ascenso de Juan Domingo Perón, secretario de Trabajo. Tras la firma de la ruptura de las relaciones con la Alemania nazi y la Italia fascista, menos de un mes más tarde también renunció Ramírez a la presidencia, siendo reemplazado en el cargo por otro militar sólo un poco más moderado, Edelmiro J. Farrell. Junto a él, como vicepresidente y ministro de Guerra, reteniendo la secretaría de Trabajo, ascendía también Perón, que se convirtió en la figura central del gobierno, además de tener el apoyo de la gran mayoría de los sindicatos simultáneamente con el de varios dirigentes nacionalista destacados: Gálvez, Rosa y Palacio, entre otros. Los Estados Unidos, que venían desde hacía tiempo presionando a la Argentina para que se encolumnaran detrás de ellos declarando la guerra al Eje, fingieron creer que Farrell era aún peor que Ramírez, y el nuevo dictador fue tildado directamente de nazi; en la práctica, posiblemente era sólo un gesto para aumentar la presión.
Con Farrell, los nacionalistas comenzaron a perder espacio en el gobierno. Perón incorporó como funcionarios a conservadores migrados hacia un nacionalismo más moderado, del estilo de FORJA pero sin ninguna relación con ésta. Por su parte, la Alianza Libertadora Nacionalista dio un giro importante; dirigida por Queraltó, sus discusiones y discursos políticos perdieron intensidad. La aceleración de los tiempos políticos le restó espacio para la discusión política, y se convirtió casi exclusivamente en un cuerpo de choque para los enfrentamientos en la calle. Apoyó acríticamente a Perón, el cual –por su parte– los dejó hacer pero nunca los tuvo en cuenta como proveedores de funcionarios ni como interlocutores. Durante los hechos del 17 de octubre de 1945 la ALN protagonizó disturbios, ataques antisemitas, asaltos a los actos de la oposición y toda clase de violencias, incluyendo el asesinato de un estudiante. No obstante, el protagonismo de los hechos de esos días fue de los sindicatos, y la ALN quedó muy en segundo plano.
El 27 de marzo de 1945, finalmente, la dictadura declaró la guerra al Eje y prohibió toda manifestación de apoyo a la Alemania nazi. Ésta ya estaba al borde de la derrota, y el gobierno opinaba que no hacer esa declaración hubiera dejado a la Argentina aislada permanentemente del resto del continente. Los nacionalistas se sintieron profundamente ofendidos: el interventor de facto de Tucumán, hijo de Carlos Ibarguren, ordenó poner todas las banderas a media asta; y el interventor de la Universidad Nacional de Tucumán la cerró durante una semana. Los funcionarios nacionalistas renunciaron rápidamente a todos los cargos.

### La hegemonía peronista

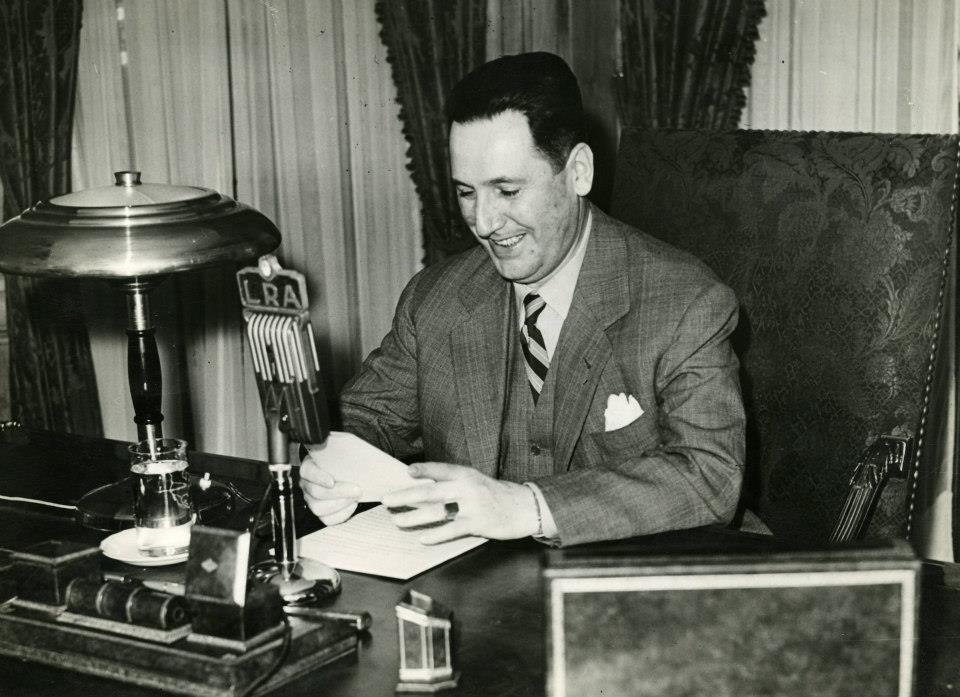
El presidente Juan Perón.

Con Perón representando el papel de figura fuerte del nacionalismo, la Alianza perdió toda influencia y quedó solamente como una banda de agitadores y provocadores. Fue invitada a proponer candidatos a las elecciones, pero sólo Ernesto Palacio y Joaquín Díaz de Vivar aceptaron. Presentaron listas propias en Capital Federal y provincia de Buenos Aires, que obtuvieron solamente el 4% y el 1% respectivamente –también se presentarían en las de 1948, en las que les fue aún mucho peor.
Durante la presidencia de Perón, algunos nacionalistas que se opusieron al presidente, como el padre Meinvielle, alcanzaron una importante notoriedad. Las organizaciones fueron desapareciendo una a una, y su producción intelectual fue casi nula. La mayor parte de su argumentación estaba orientada a identificar el origen de las ideas y el discurso peronistas; identificaron su insistencia en la justicia social, en combatir el imperialismo inglés y el discurso acerca de la dependencia como de origen nacionalista, aún cuando lo más probable es que el peronismo lo haya incorporado de FORJA, no de las organizaciones nacionalistas de derecha. Otro tópico clásico de la época fue el apoyo de ciertos intelectuales de derecha al peronismo solamente porque mantenían buenas relaciones con la Iglesia católica.
Por lo demás, la Alianza se opuso a la firma del Acta de Chapultepec y el restablecimiento de relaciones con la Unión Soviética, y para hacerlo dejaron pintadas, atacaron a los manifestantes peronistas, y colocaron bombas en varios inmuebles. En 1953, Queraltó fue expulsado de la ALN, reemplazado en el cargo por Guillermo Patricio Kelly, quien torció el rumbo de la agrupación, cambiando su nombre y haciendo pública su alineación absoluta e indiscutida con el gobierno de Perón. Por lo demás, el debate siguió empobreciéndose: la última publicación nacionalista, Balcón, inaugurada en 1946, difundía un discurso victimista y repetitivo.
A partir de 1951, el mismo año en que ocurrió el primer intento de golpe de Estado contra Perón, la Iglesia católica comenzó a alejarse del peronismo debido a la negativa del presidente a autorizar la creación del Partido Demócrata Cristiano, que los peronistas creían que competiría con el peronismo por el mismo electorado. Los nacionalistas se dividieron: varios de ellos se alejaron de Perón para mantenerse leales a la Iglesia. En 1953, una bomba en un acto peronista mató a seis personas e hirió a casi cien, por lo que los aliancistas de Kelly destruyeron la sede del Partido Socialista y el Jockey Club.
Cuando la relación estalló en un enfrentamiento directo, gran parte de los nacionalistas participaron en las conspiraciones, en el golpe de Estado que derrocó a Perón y en el gobierno que le sucedió. Sin embargo, lo que quedaba de la ALN fue casi el último apoyo que le quedaba al presidente en el momento en que decidió no ofrecer más resistencia y exiliarse. La sede de la Alianza Libertadora Nacionalista fue derribada a cañonazos con sus últimos diecisiete defensores adentro, dos de los cuales recibieron heridas leves.

## Después de Perón
El nuevo dictador, Eduardo Lonardi, era un antiguo simpatizante del nacionalismo, como también algunos de los demás jefes militares que lo apoyaron, muy visiblemente en el caso del general Juan Carlos Sanguinetti. Formó un gabinete de coalición entre nacionalistas y liberales, y de entre los primeros nombró sus ministros a Dell'Oro Maini, Clemente Villada Achával, Mario Amadeo y Juan Carlos Goyeneche. Los liberales no estaban de acuerdo, y menos aún con los gestos en favor de los vencidos: presionaron activamente al presidente y finalmente lograron su renuncia. El único ministro nacionalista que quedó durante unos pocos meses más fue Dell'Oro Maini, que tuvo tiempo de habilitar la creación de universidades privadas. Esta medida fue interpretada por algunos como una medida nacionalista –desde el punto de vista de que las primeras serían preponderantemente universidades católicas– mientras que otros autores, como Lvovich, lo interpretan como una apertura liberal que apuntaba en dirección contraria a los intereses nacionalistas.
Los escasos dirigentes nacionalistas que quedaban insistieron en la política de reconciliación con el peronismo –aunque no con Perón. El periódico Azul y Blanco, fundado por Marcelo Sánchez Sorondo a principios de 1956, se convirtió en su órgano y llegó a tener una tirada de cien mil ejemplares. Desde sus filas rechazó muchas de las medidas del dictador Pedro Eugenio Aramburu, especialmente los fusilamientos de peronistas, la prisión de funcionarios sólo por haberlo sido y el trámite de la convención constituyente. Su acción durante la dictadura se centró en presionar por un rápido regreso a la normalidad constitucional. El periódico fue cerrado por orden de Aramburu, no sin antes haber participado en las elecciones a convencionales, dividido en dos listas de candidatos: Unión Federal y Partido Azul y Blanco. El Partido Azul y Blanco no consiguió ningún escaño, mientras que Unión Federal logró 159 177 votos –1,8% del total–, lo que posibilitó el ingreso de Enrique E. Ariotti en la Convención. Éste presentó un proyecto de resolución en el que solicitaba la restitución de la vigencia de la Constitución Nacional de 1949, tuvo un violento intercambio con los convencionales radicales, impugnó la legitimidad de la reforma constitucional y se retiró de la misma.

### Del tortuoso camino de Frondizi a la inflexibilidad de Illia

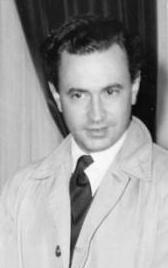
El canciller Carlos Florit.

Un año más tarde, los nacionalistas apoyaron la victoria de Arturo Frondizi en las elecciones, y éste respondió nombrando sus ministros a dirigentes nacionalistas como Carlos Florit, Mario Amadeo, Santiago de Estrada y Oscar Camilión. Frondizi reunió en torno suyo también a izquierdistas como Jacobo Timerman o Manuel Madanes, además del hombre fuerte de su gobierno, Rogelio Frigerio, quien fue el principal animador de la corriente de pensamiento desarrollista en la Argentina. Frondizi terminó enemistándose con los sectores nacionalistas a partir de julio de 1958 cuando dio un giro en su política petrolera. Dispuesto a promover la inversión extranjera pero sin contar con YPF, y con medios para aumentar la producción en Argentina pero sin divisas para importar petróleo, resolvió negociar con una subsidiaria de Standard Oil un contrato de explotación petrolífera. Fue muy criticado por ello, ya que iba en contra de lo que había postulado en su famoso libro Petróleo y política, escrito antes de su asunción presidencial en 1954. Esto generó algunas manifestaciones y tensiones en algunos sectores peronistas. Según el historiador Félix Luna, 

Más que un reproche político, se trataba de un reproche moral».

Como consecuencia, el 24 de julio del año 1958 el presidente brindó un discurso ante el país, explicando los problemas y las consecuencias que tenía el seguir importando petróleo. El gobierno así anunció «la batalla del petróleo», cuyo objetivo era el de lograr el autoabastecimiento petrolero como fuera. En su discurso dio la razón de su giro ideológico, consistiendo sencillamente en que en Argentina no había «ni un gramo de oro para YPF», y que habría que atraer los capitales extranjeros para explotar el hidrocarburo, aunque las petroleras se llevasen parte de las ganancias del sector:

Cuando asumimos el gobierno, las reservas de oro ascendían a ciento veinticinco millones y medio de dólares, y el conjunto de oro y divisas a poco más de doscientos cincuenta millones de dólares. Del 1 de mayo al 31 de diciembre [de 1958] habrá que cumplir con compromisos por valor de seiscientos cuarenta y cinco millones de dólares en el exterior. No disponemos, por lo tanto, ni de un gramo de oro en el Banco Central para YPF.
Cita del discurso del presidente Arturo Frondizi declarando la "batalla del petróleo".

Aunque las políticas petroleras trajeron resultados positivos en poco tiempo, fueron duramente criticadas, ya que en los primeros meses salió más caro extraer el petróleo argentino que comprar petróleo extranjero –alrededor de 350 000 000 de dólares–, a causa de la compra de la maquinaria necesaria para ello; pero más tarde, cuando se empezaron a perforar los pozos, se pudo ver la diferencia de poder explotar petróleo en el país a tener que comprarlo. Pero había otro problema, que fue más polémico: Frondizi había escrito, antes de su asunción presidencial, el libro Petróleo y política con una firme postura antiimperalista, en el cual, entre otras cosas, decía que YPF era capaz de lograr el autoabastecimiento de petróleo para el país sin tener que pedir ayuda en el exterior. Su decisión de contratar empresas estadounidenses para la exploración y extracción de petróleo era todo lo contrario a lo que había expresado en este libro.
Por este motivo, pronto se puso a los nacionalistas en contra, y Azul y Blanco, dirigida por Sánchez Sorondo, se convirtió inmediatamente en un medio completamente opositor. El más destacado nacionalista que quedó junto a Frondizi fue Amadeo, quien continuó hasta 1962 en su cargo de representante argentino permanente ante Naciones Unidas. En tanto, otros miembros de la «vieja guardia», como el cura Meinvielle, prevenía contra un supuesto avance del comunismo.
Mientras tanto, y contrariamente al pacto entre Frondizi y Perón –haya sido real o falso– por el que le debía su presidencia a los peronistas, el presidente siempre se dedicó a reprimir todo intento del peronismo de incidir en su política mediante huelgas convocadas por los sindicatos de esa extracción. La mayoría de los historiadores aceptan que hubo algún tipo de entendimiento secreto entre Perón y Frondizi para que el voto peronista proscripto se volcara a favor del candidato de la UCRI. Se presume que el pacto se realizó debido a una gestión personal reservada de Frigerio, quien tomó contacto con John William Cooke o con el propio Perón durante su exilio en Venezuela, acordando las condiciones en varias reuniones mantenidas, primero en Caracas en enero de 1958 y luego en Ciudad Trujillo (República Dominicana) en marzo de 1958. El pacto habría consistido en que Perón ordenaría a sus seguidores a votar por Frondizi, y si este ganara las elecciones, tendría que cumplir catorce puntos que integraban el acuerdo, entre ellos normalizar los sindicatos y la CGT, derogar los decretos de prohibición del peronismo y disponer la devolución al general de los bienes personales que había dejado en el país y la dictadura había confiscado.
No obstante, Enrique Escobar Cello en su libro Arturo Frondizi: el mito del pacto con Perón desmiente dicho pacto, argumentando que no se conoce la existencia de copias ni constancias verídicas en donde aparezca la firma de Frondizi. Este siempre había negado el pacto. El historiador Félix Luna también ha puesto en duda el pacto por las mismas razones esgrimidas por Cello. Albino Gómez, que en su libro Arturo Frondizi, el último estadista, también cuestiona la existencia del pacto, sugiere que el apoyo peronista hacia Frondizi pudo ser producto de la coincidencia de ideas entre Perón y Frondizi sobre las medidas que había que adoptar en el país, ya que el general era lector habitual de la revista Qué!, dirigida por Frigerio. En 2015 apareció el libro Puerta de Hierro de Juan Bautista Yofre, en donde dice que Perón recibió medio millón de dólares por el pacto, pese a que sus seguidores negaron que haya aceptado dinero por el mismo.
De un modo u otro, es innegable que una parte del nacionalismo veía con malos ojos esta hostilidad hacia el peronismo. Preocupado por el avance del comunismo en la región, en particular tras su acceso al gobierno en Cuba –donde Azul y Blanco tenía como corresponsal a Rodolfo Walsh– muchos nacionalistas consideraban que el peronismo era la forma más eficaz de evitar que los trabajadores cayeran en manos del comunismo. Así, Sánchez Sorondo inició una sutil campaña a favor de un golpe de Estado contra Frondizi; la revista fue clausurada y su director arrestado.
Poco después, el mismo grupo intentó continuar su prédica mediante un nuevo medio: la revista Segunda República. Esta duró poco tiempo antes de que también fuera clausurada y Sánchez Sorondo fue preso por segunda vez. Justo en ese momento se supo de la reunión secreta de Frondizi con el Che Guevara, y los militares estuvieron a punto de derrocarlo. La reacción del presidente fue convocar a elecciones en todas las provincias, permitiendo la participación peronista. El resultado fue que el peronismo ganó las elecciones, y tanto el Ejército como el propio gobierno no le permitieron llegar al poder: Frondizi anuló las elecciones y el Ejército, finalmente, lo derrocó.

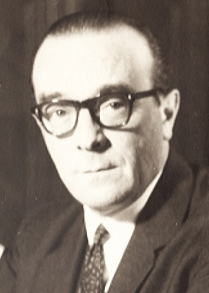
José María Guido.

Una curiosa maniobra llevó a la presidencia a José María Guido, que se convirtió en un dictador sin verdadero poder, controlado por el Ejército, el cual, a su vez, estaba dividido entre los azules y colorados, dos bandos que llegaron a estar a punto de iniciar una guerra civil. El nacionalismo no atinó a organizarse ante esta curiosa oportunidad política, y se limitó a hacer comentarios y análisis. Sólo después del triunfo "azul", Amadeo fundó el Ateneo de la República, mientras Sánchez Sorondo llamaba a un nuevo golpe de Estado que alejase la salida electoral: exactamente la posición de los ya vencidos "colorados".
Pero los azules se impusieron, se llamó a elecciones y resultó triunfante Arturo Illia, que terminaría por ser un presidente condicionado permanentemente por los militares y los sindicalistas peronistas. Mientras los ateneístas se dedicaban a teorizar acerca del futuro político del país y de los peronistas, Sánchez Sorondo y otros conspiraban para conseguir el soñado hombre fuerte que llevara adelante una revolución nacionalista. Surgieron pequeños grupos, como el nucleado alrededor de la Librería Huemul de Buenos Aires, que se especializaba en dar publicidad a los tópicos nacionalistas y de ultraderecha. Mientras tanto, Jordán Bruno Genta lograba autorización para adoctrinar a los oficiales de la Fuerza Aérea en la necesidad de la «guerra contrarrevolucionaria», antecedente de la doctrina de la Seguridad Nacional. Y un semanario llamado Ulises llamaba abiertamente al golpe de Estado, que debía ser sucedido inmediatamente por el cambio total del sistema político y económico por uno netamente corporativo. El jefe llamado a hacer la Revolución Nacional era Juan Carlos Onganía; el sueño militarista de los nacionalistas de derechas revivía de la mano de la antigua guardia y de nuevos dirigentes sin nuevas ideas.

### Tacuara
Un grupo de antiguos miembros de la Acción Nacionalista de Estudiantes Secundarios, rival de la Unión de Estudiantes Secundarios a la que Perón le prestaba la residencia presidencial, fundó a principios de 1956 la Tacuara de la Juventud Nacionalista, que poco después pasaría a llamarse Movimiento Nacionalista Tacuara. Su nombre hacía referencia a las tacuaras, cañas fuertes usadas como lanzas, instrumento característico de los indígenas que en el siglo XIX se convirtió en un arma típica de los caudillos federales del interior del país. El movimiento fue creado oficialmente a finales de 1957 en el bar La Perla del Once. El grupo inicial estaba conformado por Luis Demharter, Alberto Ezcurra Uriburu, José "Joe" Baxter, Horacio Bonfanti, Oscar Denovi y Eduardo Rosa. La jefatura recayó en Luis Demharter, pero problemas legales y policiales motivaron que tuviese que dejar la escena política. Fue así que el mando recayó en Alberto Ezcurra Uriburu, quien en varias oportunidades se autodefinió como «nazi».
En 1958 el grupo adoptó el nombre completo de Movimiento Nacionalista Tacuara y obtuvo notoriedad en 1958 en los disturbios provocados contra los partidarios de la educación laica en torno a la sanción de la ley de educación. Tacuara heredaba las formas de la UNES, que tenía una estética e influencias del Fascismo italiano y el Nacionalsocialismo alemán. Un rasgo característico era que entre los integrantes no se tuteaban sino que se trataban de "usted", y usaban el pelo muy corto. La revista Ofensiva, órgano de la Secretaría de Formación de Tacuara, llevaba en su portada un escudo con un águila feudal germana. La bandera del Movimiento Nacionalista Tacuara poseía tres franjas horizontales: las dos de los extremos superior e inferior eran de color negro y simbolizaban la revolución nacional; la central era roja y representaba la revolución social. Sobre esta franja había una Cruz de Malta celeste y blanca. Sus militantes solían exhibir en sus solapas una cruz de Malta celeste y blanca o la estrella federal de ocho puntas, color rojo punzó, o un crucifijo que colgaba del llavero.
En un principio, el catolicismo fue eje central de la constitución del grupo. Fue justamente la toma de posición de la Alianza Libertadora Nacionalista a favor del régimen peronista y en contra de la Iglesia Católica (materializada en la quema de iglesias), lo que motivó que el grupo estudiantil se escindiera de la Alianza, siendo el cura Meinvielle uno de sus principales referentes en lo ideológico, y quien les inculcó ideas anticapitalistas y antisemitas. Ya en la década de 1960 fueron influidos por el francés Jacques de Mahieu, un ex Waffen SS que se había refugiado en el país y terminó acercándose al peronismo. Mahieu terminó imponiendo como dogma para Tacuara el concepto de Tercera Posición, común por esa época a distintos movimientos nacionalistas de derecha en distintas partes del mundo, pero que en la Argentina había sido desarrollado por el peronismo. Esta toma de posición fue muy criticada por el padre Meinvielle, quien terminó desvinculándose del grupo y creando una organización paralela adscripta al nacionalismo más ortodoxo y bautizada como la Guardia Restauradora Nacionalista (GRN). Fue la primera división del grupo y la que mantuvo la línea más dura, ultracatólica y antisemita, cuyo lema era "Dios, Patria y Hogar", mientras que su fuente de inspiración central fue el fundador de la Falange Española, José Antonio Primo de Rivera. Roberto Etchenique y Roberto Estrada fueron los primeros jefes del nuevo movimiento pero al poco tiempo los sucedió en el cargo Augusto Moscoso. Entre los jóvenes que ocupaban un lugar directivo en la GRN se encontraba Juan Manuel Abal Medina, quien poco tiempo después, y por recomendación de Meinvielle, comenzó a desempeñarse como secretario privado de otro de los principales ideólogos del nacionalismo argentino, Marcelo Sánchez Sorondo.

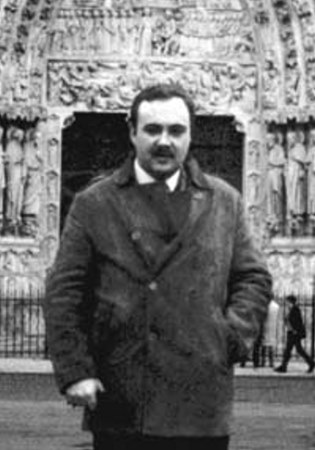
Joe Baxter.

Eran un grupo muy reducido, y en otras circunstancias habrían pasado por la historia sin hacerse notar: en 1964 eran sesenta militantes, de los cuales sólo quince disponían de armas de fuego; a eso se puede sumar algunas centenas de simpatizantes y allegados que no participaban en los operativos. Pero contaban con una muy evidente protección policial para sus ataques, por lo que éstos se hicieron cada vez más seguidos y más violentos: la falta de armamento los llevó a atacar unidades militares con el único fin de hacerse de armas de guerra, quitadas violentamente a los soldados conscriptos, profanaron el cementerio judío de La Tablada, atacaron sinagogas con bombas, y protagonizaron tiroteos y encuentros a cuchillo. Atacaban a jóvenes solamente por su pertenencia a la comunidad judía, y asaltaron el Policlínico Bancario de Buenos Aires a los tiros, llevándose una gran cantidad de dinero. Pero al mismo tiempo, el grupo se iba desgajando: algunos migraban hacia el peronismo, otros hacia la izquierda, e individuos aislados abandonaban la organización. En el pico de su fama ya había perdido gran cantidad de miembros y buena parte de su capacidad operativa. Cuando se produjo el asesinato de un joven judío, crimen planificado y dirigido a alguien visiblemente inocente, incluso uno de sus ex dirigentes más notables, Joe Baxter, que se había pasado al peronismo y que en 1963 había creado un grupo destinado a convertirse en un grupo armado o guerrilla, el Movimiento Nacionalista Revolucionario Tacuara, denunció frente a las cámaras de televisión lo que llamaba "el odio antisemita" de Ezcurra Uriburu y sus seguidores.
El mismo Baxter fundaría en 1963 el Movimiento Nacionalista Revolucionario Tacuara, con pretensiones de guerrilla rural; no alcanzaron a lanzar ningún ataque, porque antes de poder hacerlo ya se habían dividido a su vez entre el grupo de Baxter y José Luis Nell, que viró rápidamente a la extrema izquierda, y el grupo de Alfredo Ossorio; mientras este último se incorporó a la Juventud Peronista en sus ramas más radicalizadas, Baxter y su grupo continuaron su camino hacia el trotskismo, participando en la creación del ERP.
Los seguidores de Tacuara se propusieron objetivos que, vistos desde el presente, se muestran absurdamente ambiciosos: por ejemplo, intentaron infiltrarse en la CGT, a la que de alguna manera aspiraban a conducir. El intento fracasó rápidamente, pero generó entre varios de los dirigentes que habían intentado esa absorción una simpatía generalizada por el movimiento obrero que, a su vez, desembocó en la integración de cientos de militantes en la central sindical. Durante algún tiempo, a partir de 1961, conformaron una agrupación llamada Movimiento Nueva Argentina, hasta terminar disueltos dentro de la CGT.
En los años siguientes, Tacuara se disgregó aceleradamente, y sus partidarios tuvieron finales muy distintos: desde Ezcurra Uriburu, que se ordenó sacerdote, hasta Rodolfo Galimberti, que se haría montonero, y muchos otros que pasarían por otros grupos de extrema derecha hasta recalar en la Triple A y en los grupos de tareas del Proceso. Hacia 1968, Tacuara no existía más.

## El camino del Proceso
Por enésima vez, en junio de 1966, un nuevo golpe de Estado hizo ilusionar a los nacionalistas: Juan Carlos Onganía parecía ser el dictador llamado a cambiar la totalidad del sistema político argentino; o al menos eso creía Mario Amadeo, quien en 1964 había secundado a Cosme Béccar Varela en la fundación del capítulo argentino del movimiento Tradición, Familia y Propiedad fundado en Brasil en 1960 por Plinio Corrêa de Oliveira. Se trata de una agrupación de laicos católicos destinada a denunciar y combatir lo que llamaron "infiltración social-comunista en las filas del clero católico", especialmente a través de la Teología de la Liberación y, en Argentina, del Movimiento de Sacerdotes para el Tercer Mundo. El órgano de prensa de este movimiento fue la revista Cruzada, dirigida por Béccar Varela. 
Onganía también era un integrista católico y autoritario, que inauguró su gobierno con mensajes enunciados en el lenguaje de los nacionalistas, con reiteradas menciones a la «regeneración», a los «intereses nacionales», la «unidad nacional» y la «tradición occidental y cristiana». Varios dirigentes nacionalistas formaron parte del gobierno, como el canciller Nicanor Costa Méndez, el secretario del Interior, Mario Díaz Colodrero y el embajador en Brasil Mario Amadeo, miembros del Ateneo de la República, un grupo nacionalista moderado; también era nacionalista, aunque sin ningún grado de moderación, el primer ministro del Interior de Onganía, Enrique Martínez Paz, decidido a liquidar la democracia, o al menos a los partidos políticos. No obstante, en materia económica, el gobierno tomó un rumbo liberal y aperturista. Durante un tiempo, la disolución de los partidos políticos y la intervención de las universidades nacionales –de donde fueron expulsados todos los docentes con ideas izquierdistas o populistas– pareció confirmar que Onganía estaba en camino a la «revolución nacional». Pero esos movimientos no pasaron de ser discursos y actos de autoritarismo que fueron repudiados por una parte de la opinión pública, y no lograron el objetivo esperado. De hecho, muchos de los estudiantes se radicalizaron a partir de ese momento.

### Haciendo las paces con el peronismo
Tanto Ulises como Azul y Blanco se pasaron completamente a la oposición, mientras el aumento de la inflación parecía demostrar la incapacidad del gobierno de Onganía. De modo que el dictador convocó al ministerio de Economía a Adalbert Krieger Vasena, un liberal neto  que se propuso el objetivo de «modernizar» el país; para un ultraliberal, eso significaba disminuir al mínimo el Estado y brindar una mayor libertad económica a las empresas, tanto nacionales como extranjeras. Ese proyecto no logró apoyos en el campo político ni en las organizaciones sociales: mientras la izquierda y el nacionalismo se pasaron el resto del gobierno de Onganía criticando la falta de otros proyectos posibles, los sindicatos y los estudiantes pasaron a la acción directa, por medio de huelgas, «puebladas», movilizaciones y todo lo que se entendería en los años 70 como «acción política».
El nacionalismo quedó limitado exclusivamente a unos cuantos intelectuales opinando desde sus propios medios de prensa. 
Los ministros nacionalistas de Onganía planificaron algunos proyectos de reformas corporativistas –repetidamente las llamaron una «revolución»– en que serían los municipios quienes ejercieran de corporaciones a tener en cuenta, o bien se crearían gremios formados por patrones y obreros que tendrían bancas en el Senado de la Nación. Todos estos juegos teóricos, de los cuales ninguno fue llevado a la práctica, cesaron con el asesinato de Aramburu y las puebladas, movimientos populares localizados contra el gobierno: Onganía se vio obligado a renunciar y su sucesor, Roberto Marcelo Levingston, se mostró como un demócrata conservador clásico, aunque también aplicaba políticas desarrollistas.
El revuelto ambiente político de la época, el surgimiento de «la juventud» como categoría propia y calificada muy positivamente, y los cambios ocurridos también en la Iglesia católica a partir del Concilio Vaticano II llevaron a profundos cambios en los grupos conservadores, liberales y nacionalistas, que evolucionaron hacia posturas de izquierda o de nacionalismo popular. Durante los últimos años de la década de 1960 y los primeros de la década siguiente, surgió un amplio abanico de movimientos que mezclaban e intentaban combinar racionalmente un lenguaje nacionalista con otro originado en la izquierda. Así surgió un nuevo nacionalismo de izquierda y una izquierda nacionalista, con incidencia tanto en la aparición en la Iglesia de la pastoral para los pobres, el Movimiento de Sacerdotes para el Tercer Mundo y los curas villeros. Mientras los sacerdotes de los años 1930 habían arrastrado a los jóvenes a la militancia nacionalista de extrema derecha, estos curas en torno al año 1970 los guiaron a la militancia de izquierda, sin que la violencia de los grupos combatientes fuera un obstáculo para presentarse como cercanos a ellos: el propio padre Carlos Mugica, de notable trayectoria en las villas miseria, tenía contactos muy fluidos con los Montoneros.
Desde entonces, uno de los pocos medios por los que un dirigente nacionalista, en este caso Sánchez Sorondo, pudo influir en la política de los años siguientes fue por la influencia personal que significaba su amistad con Raymundo Ongaro, líder sindical de la Federación Gráfica, y que sería uno de los sindicalistas más influyentes en esos años.
Sánchez Sorondo anunció repetidamente, desde el año 1968, la inminencia del surgimiento de uno o más movimientos guerrilleros populares, aún cuando no existía prueba alguna de que algo así estuviese formándose. El primero de esos movimientos, la espectacular aparición de los Montoneros en mayo de 1970, tenía todos los elementos de la transformación que estaba teniendo lugar: eran jóvenes ultracatólicos, seguidores de un sacerdote derechista y miembros del peronismo, que a lo largo de casi una década de evolución terminaron identificándose con la ultraizquierda política, sin terminar nunca de cortar con el peronismo.
Otro personaje que también sería muy influyente del círculo de Sánchez Sorondo fue su secretario Juan Manuel Abal Medina, que sería el vínculo de los seguidores del editor con Perón en el exilio en España. Su hermano Fernando fue uno de los fundadores de Montoneros, y también uno de los secuestradores y asesinos del general Aramburu. Desde cierto punto de vista, del mismo modo que Tacuara, Montoneros también nació como un grupo nacionalista de derecha: jóvenes católicos de clase media-alta, sumamente fanatizados, y seguidores de los curas Carlos Mujica y Alberto Carbone –especialmente los casos de Mario Firmenich, Abal Medina y Rodolfo Galimberti. Pero su evolución posterior, con un giro a discursos izquierdistas –aunque conservando el discurso sobre la liberación y dependencia– impide considerarlos miembros permanentes de los grupos armados de derecha.
En 1973, y ante la perspectiva del regreso de Perón, Sánchez Sorondo y Amadeo terminaron sumándose al FREJULI, mientras otros viejos nacionalistas como Ricardo Curutchet maniobraron continuamente para intentar evitar que todo el nacionalismo se transformase en una rama comunista y guerrillera del peronismo, secundados por los sacerdotes Meinvielle y Castellani. El movimiento adoptó el nombre del periódico editado por Vicente Massot, Ultra, que luego cambiaría por Cabildo, y a él se sumaron antiguos guerrilleros de Tacuara como José Luis Nell y Jorge Cafatti. Este era el panorama del nacionalismo al momento de la asunción de Héctor J. Cámpora.
La otra gran novedad fue la reapertura del Instituto de Investigaciones Históricas Juan Manuel de Rosas, que nucleó a centenares de jóvenes y dio un gran impulso al revisionismo histórico. Pero, al mismo tiempo, esta actividad neutralizó la poca voluntad de participar en política activa que les quedaba a los nacionalistas.

### De Cámpora a Videla
Durante los años que siguieron a la victoria peronista, la revista Cabildo fue la principal actividad de los viejos y nuevos nacionalistas de derecha. Muy atrás habían quedado las marchas de uniforme, las excursiones para tomarse a golpes con los grupos contrarios y –dada su eterna inferioridad numérica– las bombas en los locales comunistas. Hicieron largas campañas contra los ministros José Ber Gelbard –que había sido comunista quince años antes– y Jorge Taiana, a quien acusaban de infiltración comunista en las universidades. Por el contrario, los grupos guerrilleros, tanto Montoneros como el ERP, ignoraron en sus acciones casi por completo a los líderes de grupos nacionalistas, con la notable excepción de Genta, que fue asesinado por el ERP en octubre de 1974.
Uno de quienes más influyeron en los años siguientes entre los dirigentes nacionalistas de derecha era de origen peronista: Alberto Ottalagano, nombrado interventor en la Universidad de Buenos Aires, no sólo purgó esa casa de estudios de docentes y de alumnos considerados «de izquierda» y facilitó su persecución y asesinato, sino que se autoproclamaba fascista.
Espantados con los métodos de la Triple A y de José López Rega, los nacionalistas de Cabildo mantuvieron en pie numerosas críticas, por lo que sus periódicos eran periódicamente clausurados. Cuando finalmente el ministro cayó, por obra del Rodrigazo, la inestabilidad política, las acciones de Montoneros y del ERP los convencieron de que había llegado la hora de terminar con la presidencia de Isabel Perón, por lo que comenzaron a reclamar un nuevo golpe de Estado militar. Pequeños grupos de nacionalistas se manifestaron a favor del golpe de Estado del brigadier Jesús Orlando Cappellini, lo que no impidió su fracaso. Durante el golpe definitivo, del 24 de marzo de 1976, en cambio, los ideólogos nacionalistas no tuvieron participación directa, sino sólo a través del apoyo prestado desde sus publicaciones: todavía no estaba clara la tendencia económica del gobierno que asumiría Jorge Rafael Videla, pero sin duda lo estaba la decisión de acabar con los grupos armados de izquierda por la fuerza y sin reparar en los métodos.Curutchet volvió a editar Cabildo, y desde allí se dedicó a atacar algunos aspectos del Proceso, pero dándole total apoyo a la lucha contra los grupos armados e incluso a los métodos clandestinos de represión, que consideraba necesarios ante la amenaza subversiva. El propio hijo de Curutchet había sido secuestrado y desaparecido, y había estado a punto de ser asesinado en la Escuela de Mecánica de la Armada sin que esta circunstancia haya hecho cambiar la opinión de su padre.
De hecho, el mayor aporte del nacionalismo católico argentino al Proceso fue, en 1979, la edición, y distribución en librerías militares, del libro Fuerzas Armadas: ética y represión, publicado por Nuevo Orden y firmado por Marcial Castro Castillo, seudónimo de Edmundo Gelonch Villarino, un joven discípulo de Jordán Bruno Genta en los primeros años setenta y que a la época del Proceso era profesor en la Escuela Superior de Guerra Aérea. El libro estaba dirigido a los oficiales católicos que se encontraban combatiendo a la subversión y veían violentadas sus convicciones religiosas por los métodos utilizados. Según Castro Castillo, su inquietud personal para escribir el libro surgió de “necesidades de dirección espiritual en el ámbito militar y estrecha amistad con muchos combatientes [las cuales] movieron mis preocupaciones hacia los problemas morales de la Guerra Moderna.”. A su vez, el objetivo del libro era

que en esta guerra sucia, los defensores de la verdad, el orden y la justicia, de Dios y de la Patria, alcancen el máximo de eficacia sin deshonrarse.

Para ello, partía de la base de que

La guerra subversiva y revolucionaria es simplemente el intento de desordenar esa jerarquía de bienes que es esencia de la Civilización y causa de la paz […] todo ello para deshumanizarnos, bestializarnos y sustraernos al Reino de Cristo [...] La guerra antisubversiva es justa en defensa del orden natural y la soberanía nacional, gravísimamente amenazados de inminente y total destrucción […] causa más que suficiente para una guerra total en procura de la Paz de Cristo en la Patria.

Para eso, recomendaba evitar los métodos clandestinos, declarar públicamente el Estado de Guerra, suspender el orden constitucional, juzgar a los detenidos no en base al derecho penal vigente en ese momento sino al "derecho natural fundado en Dios" y aplicarles la pena de muerte A este respecto, se basaba en Santo Tomás de Aquino:

El hombre, al pecar, se separa del orden de la razón, y por ellos decae en su dignidad humana, que estriba en ser el hombre naturalmente libre y existente por sí mismo; y húndese, en cierta forma, en la esclavitud de las bestias. [...] Por consiguiente, aunque matar al hombre que conserva su dignidad sea en sí malo, sin embargo, matar al hombre pecador puede ser bueno, como matar una bestia, pues peor es el hombre malo que una bestia, y causa más daño, en frase de Aristóteles.

También encontraba fundamento teológico en Francisco de Vitoria: si la guerra que se libraba era justa, estaba permitido hacer “todo lo que sea necesario para la defensa del bien público”. Esta posición llegaba a su punto más álgido cuando comenzaba a tratarse el tema de la tortura y del desasosiego que los involucrados en ella solían expresar a sus confesores. Castro Castillo reconoce que no existe una doctrina católica al respecto y que la decisión siempre debería ser tomada por la autoridad militar competente, pero deja como pauta de conducta una serie de preguntas que, debería autoformularse el oficial y, de acuerdo a la respuesta que honestamente les diera, podría tener al menos una señal de la legitimidad o ilegitimidad para recurrir al tormento: «¿Es tan grave la amenaza al bien común?¿No puedo proteger al bien común de otra manera lícita? ¿Es realmente imprescindible que haga esto?»
Esta misma preocupación por las consecuencias espirituales que la represión traería a sus agentes cuando éstos practicaban una genuina fe católica también fue tratado por otros nombres reconocidos del nacionalismo católico como Doctrina Contrarrevolucionaria. Doctrina Política Antisubversiva del mismo maestro de Gelonch Villarino, Jordán Bruno Genta. Éste descartaba por completo el uso de procedimientos clandestinos, como ya lo había expresado durante un curso en la provincia de Tucumán:

el cristiano debe estar dispuesto a morir, no a matar; dispuesto a morir por la fe, por la patria, por la familia, por el prójimo. Debe estar dispuesto a derramar, como Nuestro Señor Jesucristo, la propia sangre, y no la sangre ajena. En segundo lugar, y si tiene que defenderse y combatir, el cristiano debe hacerlo en la luz y a cara descubierta, y no desde la sombra y con el rostro encapuchado. Además, los que tienen que desplegar la lucha armada son los integrantes de las Fuerzas Armadas de la Nación, quienes deben apresar abiertamente a los guerrilleros, deben juzgarlos públicamente según las leyes de la guerra, deben condenarlos públicamente y, si fuese posible, deben también ejecutarlos públicamente. Actuar clandestinamente es de una ruindad, una vileza y una cobardía impropias de un soldado, de un estadista y de cualquier cristiano; es algo que no se puede hacer si se es discípulo de Cristo. Y en tercer y último lugar, la guerra sucia a los guerrilleros se la van a perdonar y los van a convertir en héroes, a ustedes no. Ustedes, en rigor, no serán perdonados, y serán, en cambio, castigados como criminales.

También el padre Alberto Ezcurra Uriburu, a pedido de Mons. Tórtolo, había escrito entre fines de 1974 y principios de 1975 un opúsculo titulado De Bello Gerendo. Muchos años después, en el año 2007, fue publicado como libro bajo el título Moral cristiana y guerra antisubversiva: enseñanzas de un capellán castrense. Para ello, Ezcurra Uriburu toma como punto de partida la cita de San Ambrosio: «Aún entre enemigos existen derechos y convenciones que deben ser respetados.» A continuación reflexionaba acerca de la «aplicación o no de las leyes internacionales de derecho positivo a quienes no se sujetan a ellas, la licitud de dar muerte en combate a los guerrilleros, la licitud o no de hacerlo en caso de rendición, la licitud o no de eliminar físicamente a los jefes y responsables (teóricos o militares) de la guerrilla, la licitud o no de las represalias, entre muchas otras. Y deja bien claro que nunca puede ser lícita la ejecución de los rendidos, salvo casos excepcionales y jamás sin juicio sumarísimo.»

### Un nuevo fracaso del modelo nacionalista
La nueva dictadura siguió el ejemplo del ensayo de Onganía diez años antes: llevó adelante una política netamente neoliberal, mientras centraba su retórica en el «exterminio de los subversivos» y dejaban algunos guiños para el sector nacionalista: hubo personajes de esa extracción en la Corte Suprema de Justicia de la Nación, en el Ministerio de Educación y en las universidades. Pero no hicieron el menor intento de crear una estructura política nacionalista. Sí apoyaron, en cambio, posturas muy reaccionarias, enemigas de los derechos humanos, tales como la censura de las expresiones artísticas, el sometimiento de las mujeres a la «autoridad» de los hombres, la búsqueda de la restauración de una antigua aristocracia, etc.
Cabildo fue la principal tribuna de los últimos nacionalistas clásicos, entre quienes descollaban dos de sus editorialistas: Julio Irazusta y Federico Ibarguren, que festejaron repetidamente que el golpe de Estado había hundido –según ellos, para siempre– a la democracia. Llegaron al curioso extremo de apoyar el apartheid sudafricano, con el cual la experiencia argentina no tenía nada en común.
Hacia 1980, el fracaso político y económico del Proceso era evidente, y la mayor parte de la prensa argentina lo evidenciaba, aunque con toda la prudencia del caso. Cabildo, en cambio, centraba sus críticas sobre el llamado de la dictadura a negociar una salida –a largo plazo– con los partidos políticos: desde su punto de vista todo podía ser admisible, menos una solución democrática.
Los nacionalistas apoyaron sin ninguna reserva la iniciación de la Guerra de Malvinas y, cuando terminó con la derrota de las tropas argentinas, se encargaron de llenar de improperios a los militares que habían sobrevivido a la guerra, como a los políticos que preveían que la derrota llevaría rápidamente a la salida democrática, especialmente al radical Raúl Alfonsín. Durante los meses siguientes, organizaron actos «contra la rendición», y pretendieron mantener vivo el «espíritu de Malvinas». El resultado no fue el esperado por ellos; comenzaba a sentirse en la población el sentimiento contrario: ansiedad por la recuperación de la democracia y la defensa de los derechos humanos.
El modelo nacionalista clásico que siempre habían apoyado –la dictadura militar en manos de un jefe fuerte y capaz, que instaurase un sistema corporativo y católico– había vuelto a fracasar. No es que Videla o Viola lo hubiesen intentado, pero los nacionalistas sostuvieron por mucho tiempo su esperanza de convencerlos de que hicieran esa revolución. Los análisis excesivamente superficiales y la confianza ciega en las Fuerzas Armadas los había llevado a considerar como potenciales líderes nacionalistas a militares mucho más cercanos a ideas liberales.

### Vuelta a la democracia
Durante los primeros años del gobierno de Alfonsín, nacionalistas católicos como Guillermo Patricio Kelly concentraron su discurso en la oposición contra casi cualquier cosa que hiciera el gobierno democrático: participaron en la campaña por el "No" frente al plebiscito por el Beagle, lanzaron una campaña de críticas contra una supuesta "patota cultural", y una serie de campañas contra la «amenaza comunista», especialmente el caso del sandinismo en Nicaragua. Todavía hubo publicistas de extrema derecha que continuaron atacando a la democracia porque, como decían por ejemplo el arzobispo Antonio José Plaza y el general Osiris Villegas, la democracia conduciría inevitablemente al socialismo, y éste al marxismo. También hubo algunos rebrotes antisemitas, que centraban sus ataques en el gobierno de Alfonsín, al que llamaban la «sinagoga radical».
La misma postura fue sostenida desde la revista Alerta Nacional, dirigida por Alejandro Biondini, quien había formado parte de la redacción de Línea y, durante el proceso, había representado a la Juventud Peronista en la Coordinadora Nacional de las Juventudes Políticas Argentinas. Alerta Nacional hizo  campaña de forma inequívoca por el peronismo tanto en 1983 como en 1989, expresando el deseo de que los “infames que desunieron nuestras familias, que vendieron nuestra soberanía, que hipotecaron nuestro futuro, tengan el castigo de las urnas, que luego ya, sin la impunidad del poder, podrán rendir cuentas ante la Justicia”.
Tras la deriva liberal que tomó el gobierno de Carlos Menem desde su inicio, Alerta Nacional le quitó su apoyo y, en marzo de 1990, Biondini fundó un partido directamente neonazi  llamado Partido Nacionalista de los Trabajadores (PNT), que luego cambiaría su nombre a Partido Nuevo Triunfo. Éste pasó la mayor parte de esa década exigiendo el reconocimiento legal y la posibilidad de participar en elecciones, que le fueron repetidamente negadas por su simbología indudablemente nazi. Fue oficialmente disuelto en 2009, y reemplazado por el partido Bandera Vecinal, en que el liderazgo visible recaía en su hijo Alejandro César Biondini; sin embargo, Biondini padre volvió a ser la cara visible del partido en 2017, cuando formó con el partido Gente en Acción el Frente Patriota Federal, que fue autorizado a participar en elecciones. No obstante, participó solamente en cinco elecciones primarias simultáneas, de las cuales sólo en una alcanzó a superar, ajustadamente, el 1% de los votos, y no consiguió participar en las elecciones generales. Otro partido con alguna pretensión fue el Partido Nuevo Orden Social Patriótico, liderado por Alejandro Franze, pero que tampoco alcanzó a participar en elecciones.
Con la caída del comunismo soviético, prácticamente se quedaron sin argumentos a defender. Apoyaron los planteos carapintadas, y siguieron defendiendo la legitimidad de la represión del Proceso, basados en los mismos argumentos de Castro Castillo, pero sin la menor posibilidad real de incidir en los sucesos. También organizaron partidos políticos como el Partido de la Independencia, el Partido Nacionalista Constitucional de Alberto Asseff, y ya en los 90, el más exitoso de todos los intentos: el MODIN de Aldo Rico que llegó a ser tercera fuerza a nivel nacional en las elecciones legislativas de 1993.
En la primera mitad de los años 1990 surgió una nueva publicación nacionalista, Patria Argentina, dirigida por Ibarguren y por otro veterano como Walter Beveraggi Allende, que introdujo la novedad de sumar a sus enemigos al narcotráfico. La muerte de ambos dirigentes antes de 1995 dejó sin más cabeza visible al nacionalismo que los políticos del grupo de Biondini. Los nacionalistas podían reunirse y debatir en muy pocos lugares, particularmente en la Librería Huemul, de la Avenida Santa Fe, en Buenos Aires, y en muy escasas reuniones organizadas en lugares emblemáticos, como la organizada por el dueño de Huemul en el Colegio La Salle en agosto de 1998, que causó un escándalo generalizado. Esta también dio lugar a la publicidad de un nuevo grupo de choque muy inorgánico, que fue una de las caras visibles de la extrema derecha antes y poco después del año 2000: los skinheads, una especie de tribu urbana caracterizada por la apología de la violencia, del odio contra los zurdos y los judíos.
En todo caso, comenzado ya el siglo XXI, la importancia de la extrema derecha y del nacionalismo de derechas en la Argentina disminuyó hasta hacerse casi insensible, tras el casi medio siglo durante el cual fue uno de los factores ideológicos más influyentes. En 2023 llegó a la presidencia Javier Milei, a quien no se identifica como nacionalista, pero sí ha sido acusado de ser parte la extrema derecha, principalmente por algunas de sus posiciones políticas que han sido descritas como conservadoras o ultraconservadoras. En lo económico, no obstante, Milei apoya de modo incondicional la economía del laissez-faire, referenciándose en pensadores de la Teoría Económica como Milton Friedman y Murray Rothbard, y autodefiniéndose como anarcocapitalista en la teoría y minarquista en la práctica. Por el contrario su vice Victoria Villarruel, sí se identifica como nacionalista.